# Penzberg

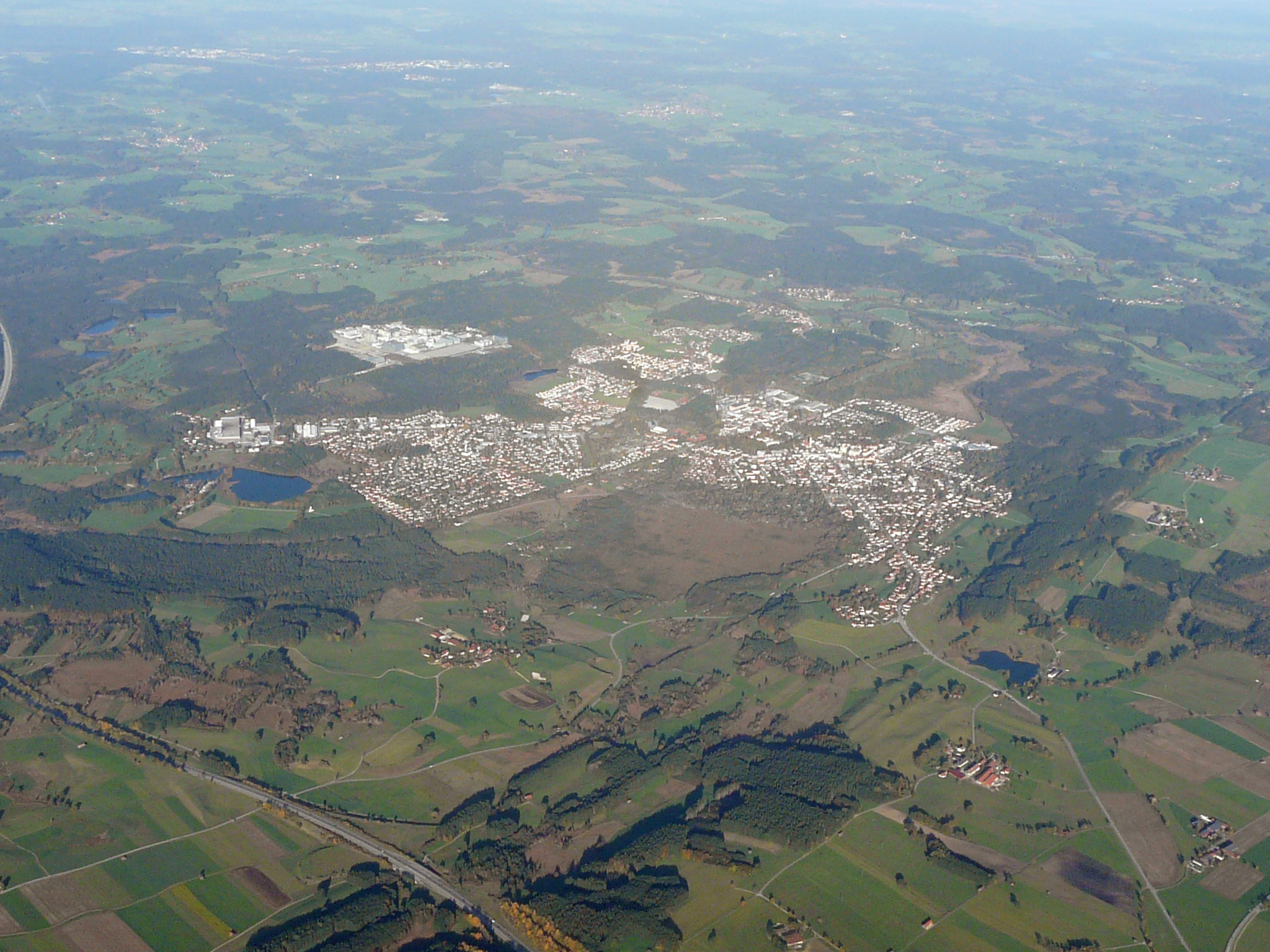
Penzberg von Südwesten aus der Luft

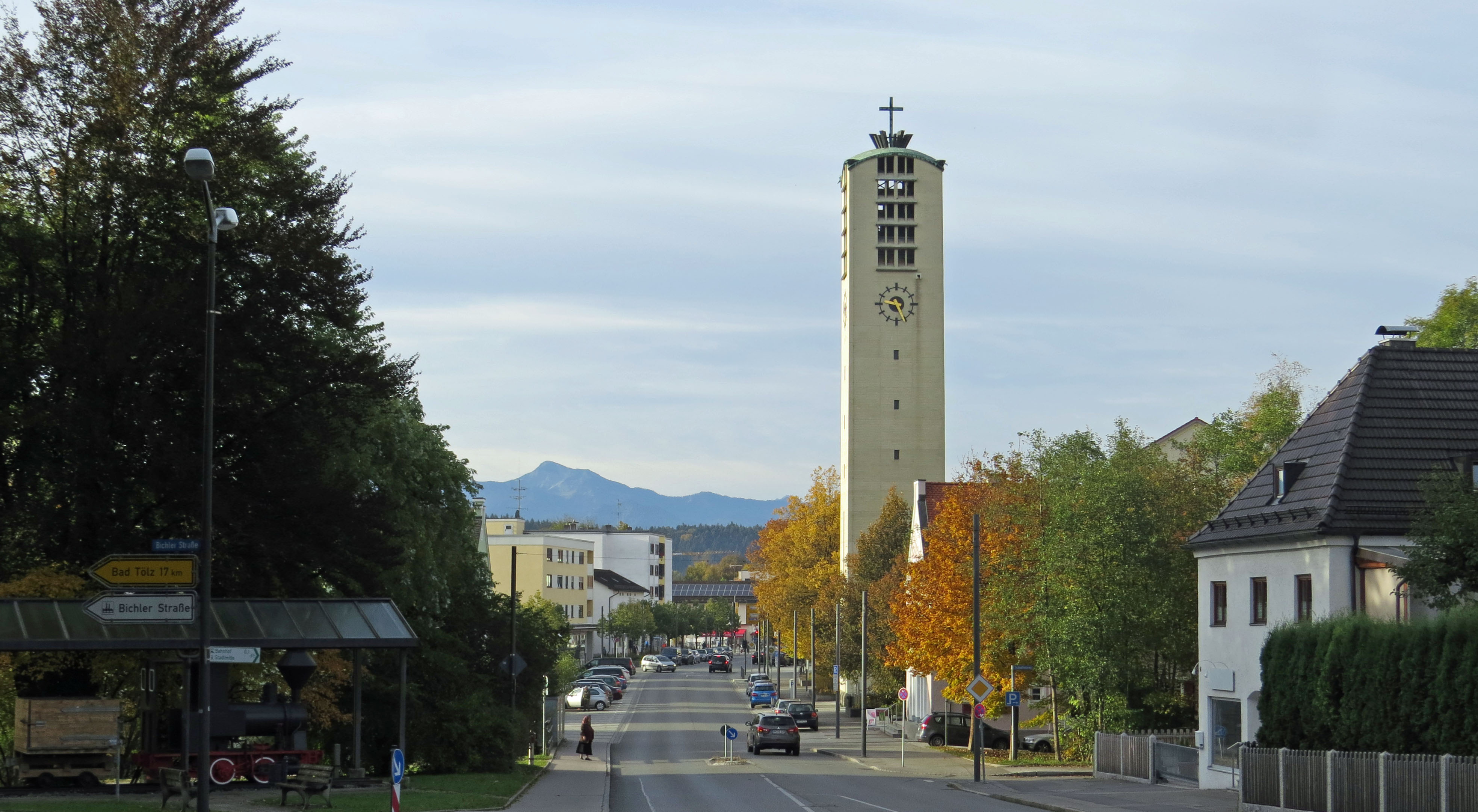
Bahnhofstraße von Norden

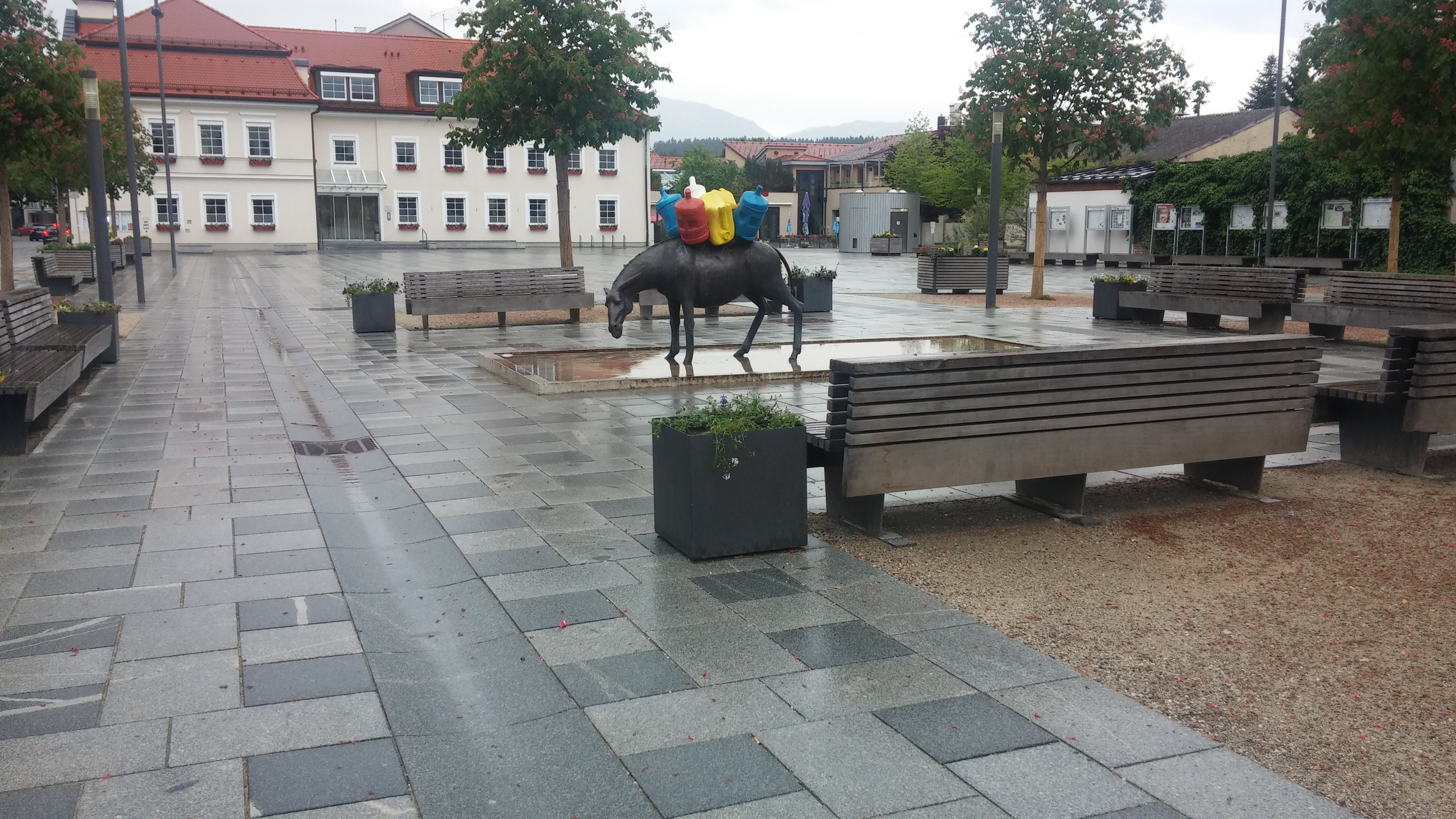
Stadtzentrum, hier stand bis 2002 unter anderem die Traditionsgaststätte „Staltacher Hof“

Penzberg ist eine Kleinstadt im oberbayerischen Landkreis Weilheim-Schongau und liegt rund 50 Kilometer südlich von München. Die ehemalige Bergwerksstadt wird heute durch Roche Diagnostics geprägt.

## Geografie

### Lage

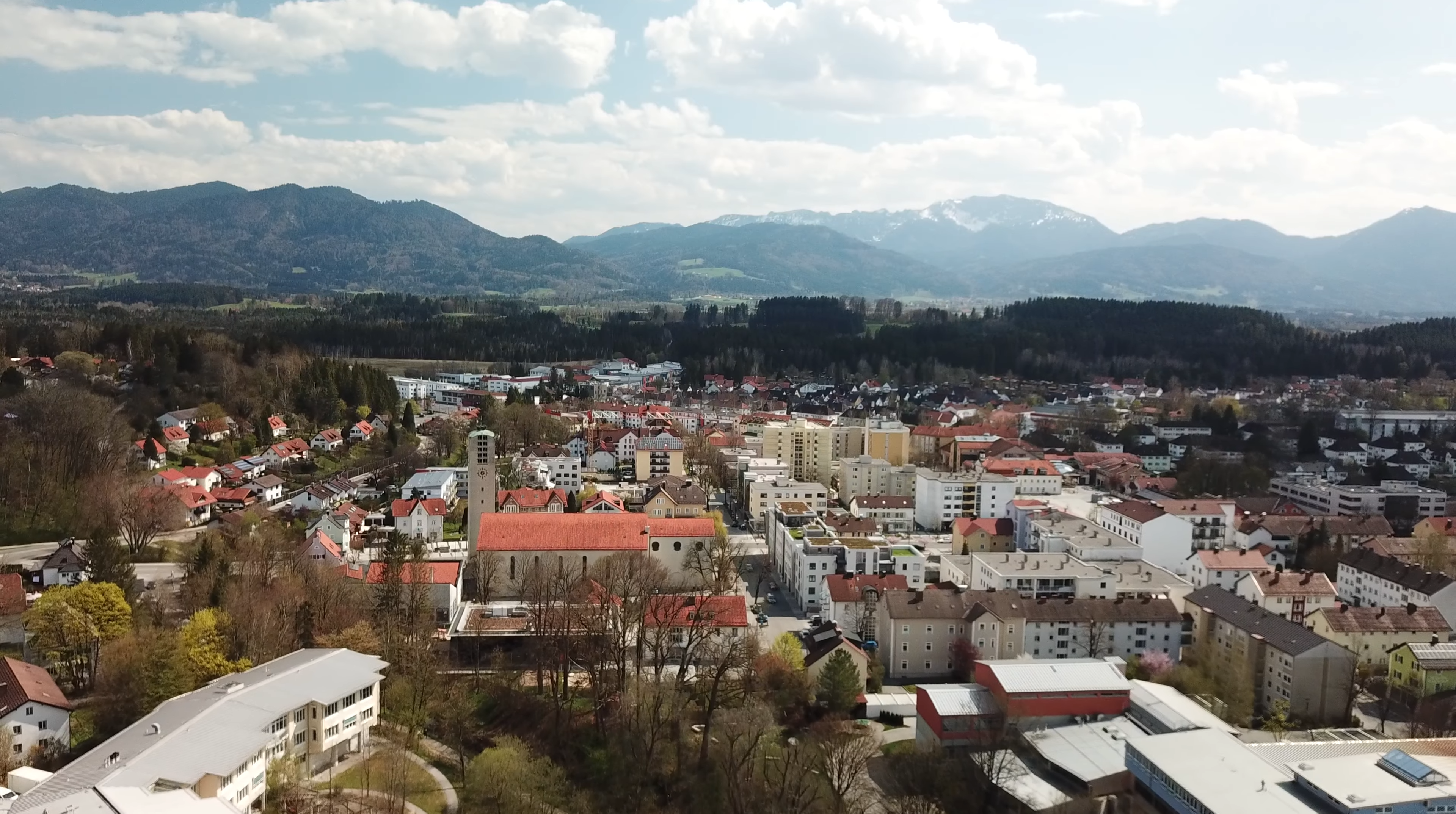
Luftaufnahme des Stadtzentrums

Penzberg liegt in der bayerischen Voralpenlandschaft zwischen Eurasburg und Kochel. Im Süden und im Osten wird der Ort durch die Loisach eingegrenzt, einem linken Nebenlauf der Isar. Nordwestlich befinden sich der Starnberger See und die Osterseen. Im Südwesten erhebt sich der Königbergwald bei Sindelsdorf.

### Geologie
Die Stadt liegt in einem Bereich, der während der Würm-Kaltzeit vom Isarvorlandgletscher bedeckt war. Durch den Gletscher wurde das Kochelsee-Becken und als Zungenbecken das Wolfratshauser Becken ausgeschürft. Diese Becken sind heute großflächig von Mooren bedeckt. Den Nordrand des Kochelseebeckens bildet eine Schichtrippe aus subalpiner Molasse. Diese wurde im Zuge der Entstehung der Alpen (alpidische Orogenese) in Falten herausgehoben. Unter dem Druck der Auffaltung entstand Pechkohle.
Die tertiären Formationen wurden während der Eiszeit mit Sedimenten überdeckt. Diese Moränen findet man hauptsächlich im Bereich der Huber Seen, außerdem entlang des Loisachufers bei Maxkron.
Die Faltenmolasse tritt vorwiegend im Bereich Sankt Johannisrain, Edenhof, rund um die Berghalde, sowie in den Gemeindeteilen Wölfl und Nonnenwald zu Tage. Am westlichen Stadtrand, an der Loisach südlich des Molasseriegels und südlich von Maxkron haben sich Nieder- und Hochmoore herausgebildet.
Die Berghalde und das westlich davon liegende Gewerbegebiet „Grube“ sind künstlich aufgeschüttet und bestehen aus Abraum des Bergbaus.

### Gemeindeteile
Es gibt 20 Gemeindeteile (in Klammern ist der Siedlungstyp angegeben):
- Daser (Einöde)
- Edenhof (Weiler)
- Heinz (Dorf)
- Johannisberg (Dorf)
- Kirnberg (Dorf)
- Maxkron (Dorf)
- Nantesbuch (Weiler)
- Neukirnberg (Weiler)
- Nonnenwald (Industrieort)
- Oberhof (Einöde)
- Penzberg (Hauptort)
- Promberg (Weiler)
- Rain (Weiler)
- Reindl (Dorf)
- Sankt Johannisrain (Kirchdorf)
- Schönmühl (Weiler)
- Vordermeir (Einöde)
- Wölfl (Dorf)
- Zachenried (Einöde)
- Zist (Einöde)

Zuweilen wird der Weiler Glashütte als eigener Ortsteil genannt, der sonst Nantesbuch zugerechnet wird.

### Nachbargemeinden
Das Stadtgebiet wird, von Norden beginnend, im Uhrzeigersinn umschlossen von den Gemeinden Eurasburg, Bad Heilbrunn, Bichl (alle Landkreis Bad Tölz-Wolfratshausen), Sindelsdorf, Antdorf und Iffeldorf.

## Geschichte
Eine wesentliche Sammlung und Ordnung der nachfolgend aufgeführten, geschichtsrelevanten Beschreibungen bis 1983 erfolgte durch den Stadtarchivar Karl Luberger. Sofern nicht explizit gekennzeichnet, beziehen sich alle Einträge des Abschnitts darauf. Auf Grundlage dieser Chronik verfasste der Historiker Reinhard Heydenreuter zum 100-jährigen Stadtjubiläum 2019 eine neue Stadtchronik.

### Entstehung
1275 wurde die Schwaige Poennensperch erstmals urkundlich erwähnt, als Albero Freiherr von Pruckberg (oder Albrecht von Bruckberg) diese dem Kloster Benediktbeuern gegen zwei Huben in Weindorf bei Murnau übergab. Auf dem Schlossbichl befand sich wahrscheinlich noch vor dieser Zeit eine kleine befestigte Holz-Erdanlage (Burgstall Schlossbichl).
In einer Urkunde vom 29. August 1291 werden die Gemeindeteile „Haselberg“ und „Siegreichsberg“ genannt. Albrecht von Bruckberg verkauft an das Kloster zu St. Jakob am Anger den äußeren und inneren Haselberg, und den Siegreichsberg mitsamt den Eigenleuten darauf.
In einer weiteren Urkunde vom 17. Februar 1293 beurkundet Abt Otto von Benediktbeuern, dass ein Streit zwischen den Eigenleuten des Klosters Benediktbeuern zu Penzberg und denen des Klosters St. Jakob am Anger von den beiderseitigen Schiedsleuten beigelegt worden ist. Im Einzelnen werden die verschiedenen Weiderechte festgelegt, die Rechte am Klosterweiher zu Benediktbeuern und die Überschwemmung durch denselben sowie das Schlagen von notwendigem Zimmererholz (im heutigen „Zibetholz“).
Am 2. Februar 1295 wird dann der spätere „Nonnenwald“ genannt. Alber von Bruckberg verkauft dem Kloster zu St. Jakob in München die Gerichtsbarkeit im Wald, welche er vom Gericht Antdorf abgetrennt hat. Im gleichen Jahr wird auch das „Gut auf dem Wald“ durch Alber von Bruckberg dem Kloster zu St. Jakob am Anger verkauft.

### 1300 bis 1803
Fast 500 Jahre wurde im Nonnenwald (am Säubach bzw. Salabach oder Seld und den umliegenden Weihern) Fischzucht betrieben. Nutznießer waren das von Nonnen geführte Angerkloster in München und das Kloster Benediktbeuern. Ein weiterer Wirtschaftsfaktor war die Waldbewirtschaftung. Die Bauern mussten außerdem für die besitzenden Klöster Scharwerksdienste leisten. Die einfache Gerichtsbarkeit für den Bereich lag beim Kloster Benediktbeuern, während das Hochgericht zunächst Wessobrunn, später Weilheim zugeordnet war.
1557 erschienen erste Berichte über den Bergbau. Am Schlossbichl traten damals die Kohlenflöze über Tage aus. Die Abbauarbeiten gingen vom Reichskloster Benediktbeuern aus, das ein in die Zeit vor 1150 datiertes Bergregal besaß. Dieser Abbau wurde jedoch immer kostenintensiver, je tiefer die Pechkohle aus der Erde geholt werden musste. 1692 wurde der Abbau als Folge des Dreißigjährigen Kriegs eingestellt und geriet in Vergessenheit. 1792 erwähnte der bairische Berg- und Münzrat Mathias von Flurl in einem Reisebericht zur Feststellung und zum Auffinden von Bodenschätzen die Pechkohlenvorkommen. Vier Jahre später wurde die Grube Penzberg gegründet. Damit waren die Grundlagen zur weiteren Stadtentwicklung gelegt. Rund 170 Jahre bestimmte das Kohlenbergwerk die Entwicklung der entstehenden Stadt.

### 1803 bis 1900

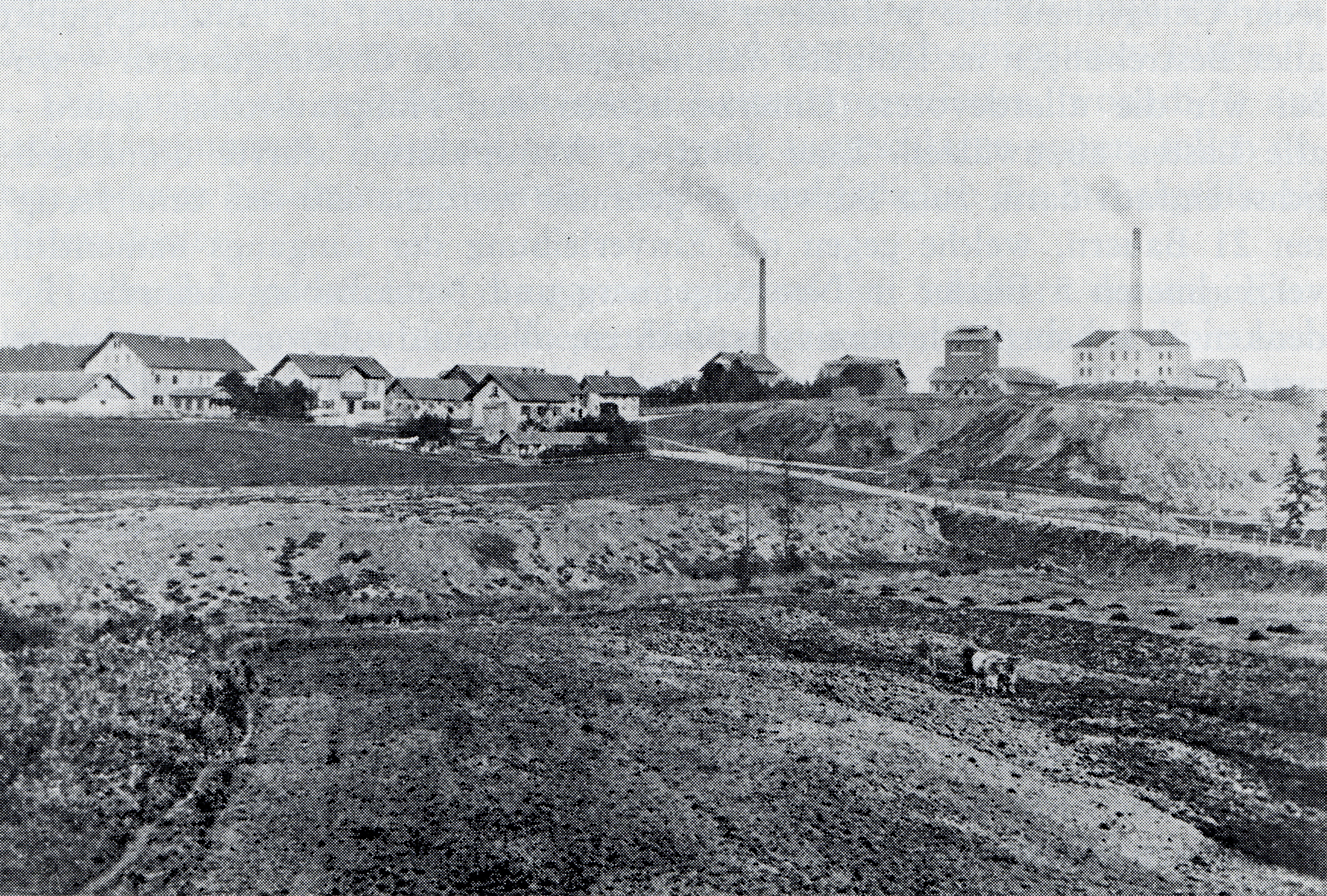
Schachthügel um 1880

Bis zur Säkularisation im Jahr 1803 gehörte Penzberg dem Kloster Benediktbeuern. 1808 wurden mit der Neuordnung des Staatsgebietes die Höfe dem Distrikt St. Johannisrain zugeteilt. 1818 entstand dann die politische Gemeinde St. Johannisrain mit Penzberg als Gemeindeteil.
1842/1843 wurde zwischen den Ortsteilen Daser und Nantesbuch von Simon von Eichthal, einem Bankier aus München und Bruder des Penzberger Kohlezechen-Betreibers Bernhard von Eichthal, eine Glashütte errichtet, die bis 1852 Gebrauchsglas herstellte. Den Quarz bezog die Glashütte aus dem nahegelegenen Quarzbichl, die Kohle zur Verbrennung vom Penzberger Kohlebergwerk. Das Gebäude wurde in späteren Jahren und Jahrzehnten als Gastwirtschaft und Ausflugslokal genutzt und dient heute als Wohnhaus.
1865 wurde die Eisenbahnstrecke Tutzing–Penzberg in Betrieb genommen, was den Absatz der Kohle hin zur Landeshauptstadt München entscheidend erhöhte und die Grube erstmals rentabel machte. Im selben Jahr wurde auch der Postdienst aufgenommen.
Im Jahr 1871 wurde das erste Schulhaus an der Straße nach Reindl erbaut, das allerdings nur Kindern von Bergleuten offenstand. Zwei Jahre später entstand aus der Bergarbeitersiedlung der heutige Stadtkern, die sogenannte Penzberger Kolonie, mit den typischen Zechenhäusern, von denen heute nur noch wenige an der Karlstraße und der oberen Friedrich-Ebert-Straße existieren. Der Zuzug von Arbeitskräften erfolgte vor allem aus den österreichischen Kronländern wie Böhmen, Kroatien, Südtirol und der Lombardei, aber auch aus Oberösterreich. Mit den Bergleuten siedelten sich zunehmend Handwerker und Gewerbetreibende an.
1874 wurde als einer der ersten Vereine die Bergknappenkapelle gegründet, im selben Jahr auch der Schützenverein.
1877 entstand das Schulhaus an der Philippstraße für Knaben von Bergleuten und später auch von Nicht-Bergleuten. 1884 ließ die Bergwerksgesellschaft zudem einen Kindergarten errichten und im selben Jahr erhielt Penzberg eine Gendarmeriestation.
1889 begannen Planung und Einrichtung der gemeindlichen Wasserversorgung sowie der elektrischen Straßenbeleuchtung.
1891 wurde die im neugotischen Stil erbaute, katholische Kirche St. Barbara, eingeweiht.
1897/1898 erfolgte die Verlängerung der Eisenbahnlinie nach Kochel (Kochelseebahn). Um das komplizierte Kopfmachen der Züge zu vermeiden, wurde der alte Penzberger Bahnhof fortan nur noch im Güterverkehr genutzt und der Bahnhof Neupenzberg im Süden des Ortes als Durchgangsstation erbaut. 1897–1900 wurde eine Mädchenschule errichtet.
1898 erfolgte die erste Gewerkschaftsbewegung, der Verein zur Wahrung und Förderung bergmännischer Interessen in Oberbayern.
1899 wurde in Penzberg die katholische Pfarrei gebildet.

### 1901 bis 1933

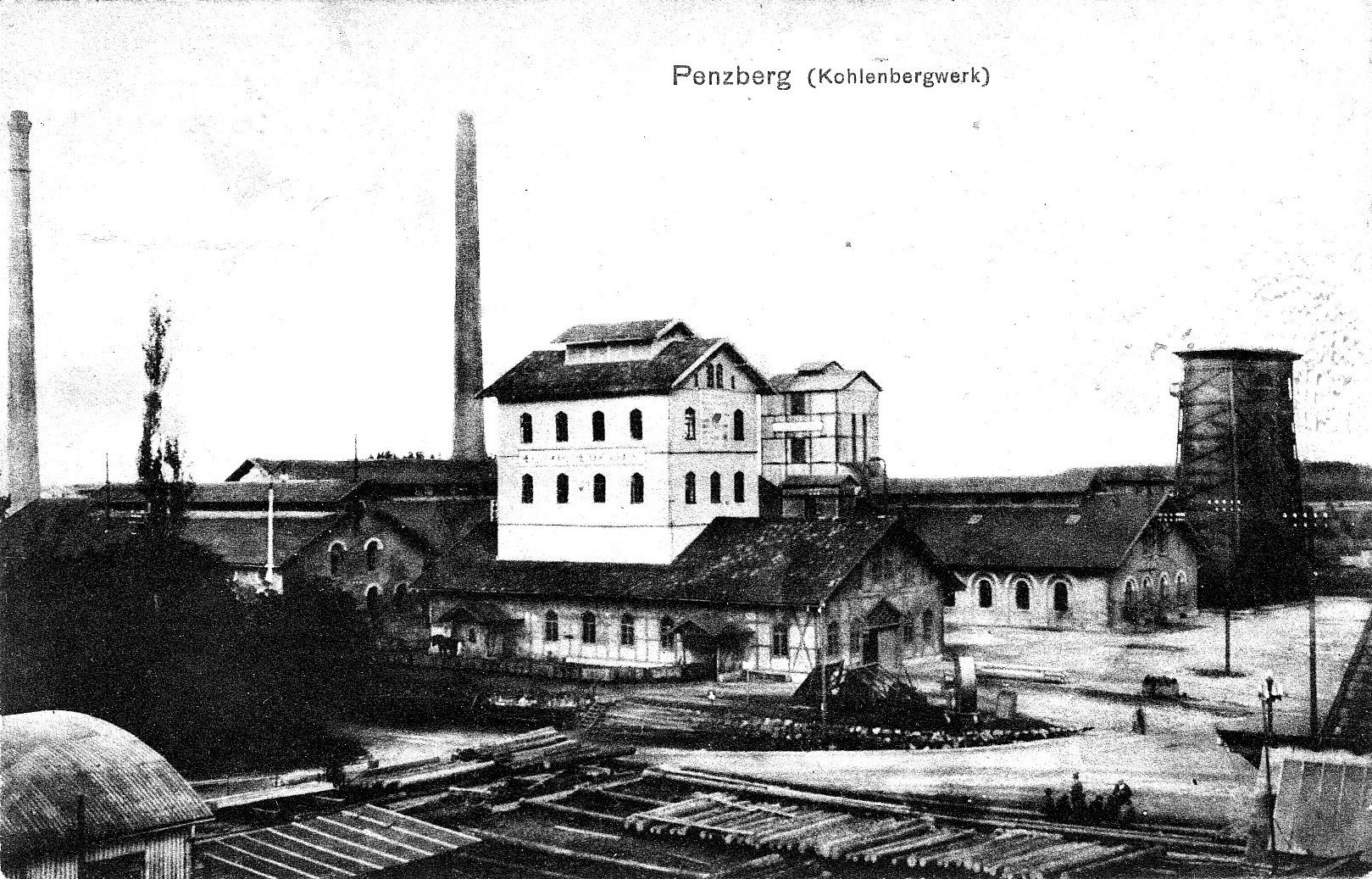
Das ehemalige Pechkohlenbergwerk in Penzberg (1908)

Im Jahre 1901 wurde die Sozialdemokratische Partei ins Leben gerufen und der Evangelische Verein Penzberg gegründet. Im selben Jahr ließ die Maffeische Gutsverwaltung die Wirtschaft Eichberger (später Staltacher Hof) im Zentrum erbauen.
1904 legte man sowohl den Grundstein zur evangelischen Kirche als auch den für das Krankenhaus am Schloßbichl. 1911 wurde der Gemeindename St. Johannisrain amtlich in Penzberg geändert. Im selben Jahr lud Franz Marc den Maler Heinrich Campendonk nach Sindelsdorf ein. Wesentliche Inspiration erhielt Campendonk in Penzberg. Mit Bildern wie Barbara-Zeche (1919) und Penzberger Reiter verewigte er die Arbeiterstadt.
Dem Ersten Weltkrieg fielen 189 Penzberger Bürger zum Opfer. Die Kohleförderung sank von 290.000 auf 208.000 t, während die Belegschaftsstärke nahezu gleich blieb. Lücken durch Einberufungen wurden vor allem durch kriegsgefangene Russen ausgeglichen.
Im Jahre 1919 erhielt Penzberg die Stadtrechte.

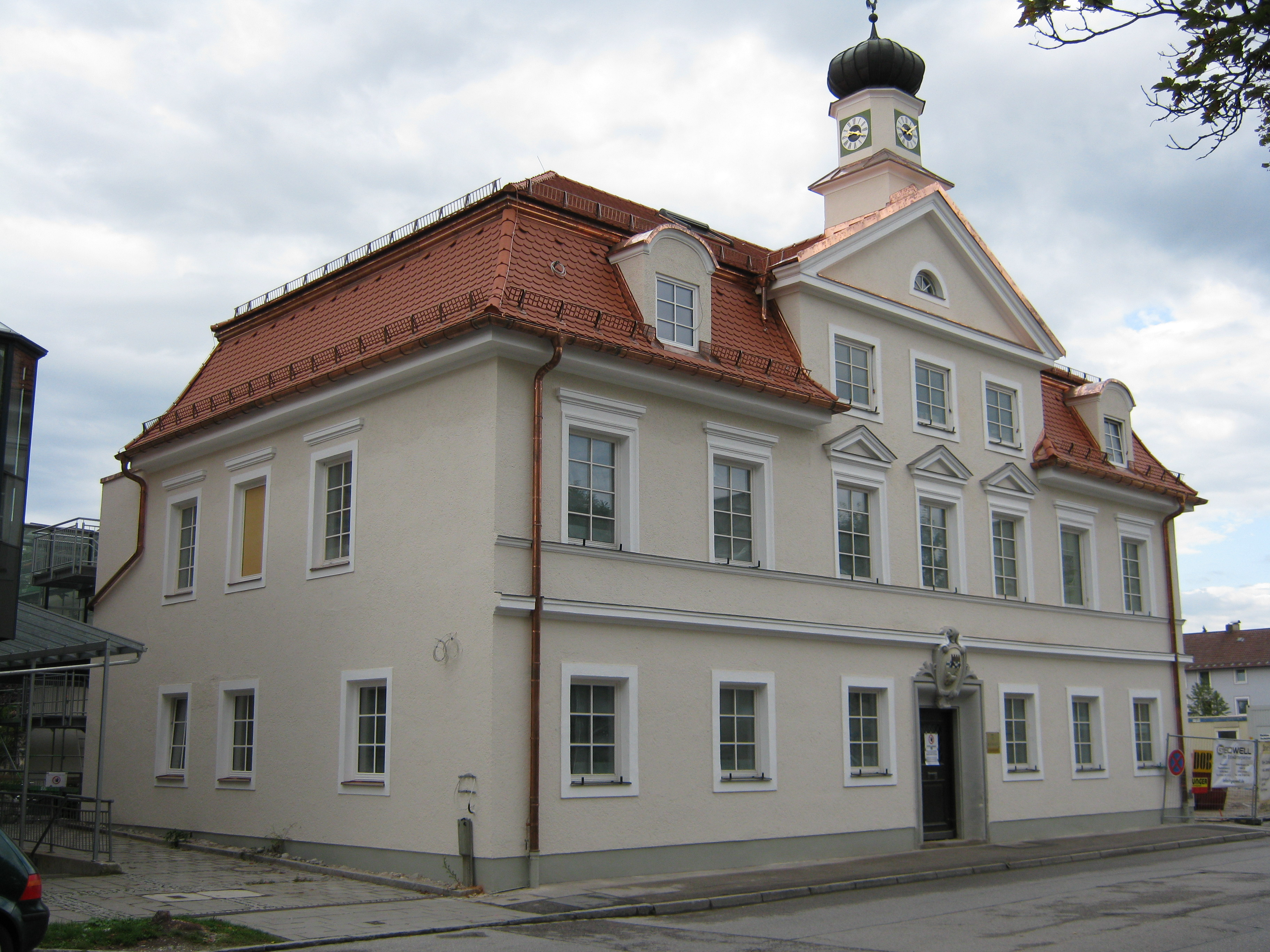
Das Rathaus in seiner heutigen Form

1921 wurde das Rathaus erweitert und erhielt sein heutiges Aussehen mit der typischen Fassade und dem Zwiebeltürmchen.
Das neue Postamt wurde 1923 an der Philippstraße erbaut, im Jahr darauf entstand unmittelbar der heutige Personenbahnhof Neupenzberg.
1927/28 wurde die Stadthalle an der heutigen Bürgermeister-Rummer-Straße unter unentgeltlichem Arbeitseinsatz von den Mitgliedern der Penzberger Arbeitervereine erbaut.

### 1933 bis 1945
Nachdem die NSDAP bei den Reichstagswahlen am 5. März 1933 mit 16,4 % das schlechteste Ergebnis in einem bayerischen Verwaltungsbezirk erreichte, übernahmen am 11. März die Nationalsozialisten mit List und Gewalt die Macht im Rathaus.
Ab 1943 war die Stadthalle durch ein Lager belegt, das ausgebombte Kinder aus München und Umgebung aufnahm.
Am 16. November 1944 wurden bei einem alliierten Luftangriff etwa 30 Bomben abgeworfen. Acht Personen kamen dabei ums Leben, 20 wurden verletzt. Vier Wohnhäuser wurden zerstört, neun Gebäude wurden beschädigt. Von der katholischen Barbarakirche stand nach dem Angriff nur noch der Chorraum. Das Bergwerk war von den Luftangriffen nicht betroffen.

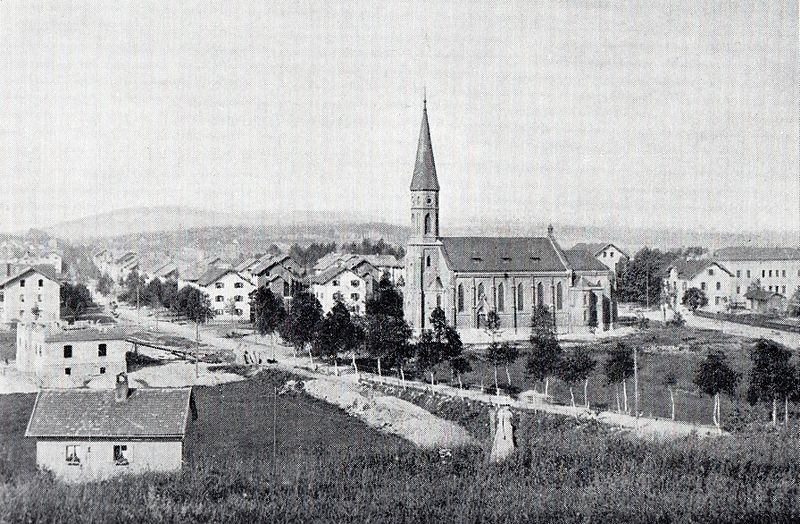
Die beim Bombenangriff größtenteils zerstörte Barbarakirche

Im Zuge der Kriegsendphasenverbrechen wurden am 28. April 1945 in der sogenannten Penzberger Mordnacht 16 Bürger der Stadt von SS- und sogenannten Werwolf-Leuten ermordet. Zuvor waren in einer Radiomeldung der Freiheitsaktion Bayern die 1933 von den Nationalsozialisten abgesetzten Bürgermeister aufgefordert worden, ihr Amt wieder anzutreten. Daraufhin gingen Penzbergs ehemaliger Bürgermeister Hans Rummer und andere Bürger der Stadt zum Rathaus und setzten den NSDAP-Bürgermeister Josef Vonwerden ab. Am Haupteingang zum Friedhof befindet sich heute eine Gedenkstätte mit einem Mahnstein für jedes Mordopfer. An der Straße des 28. April 1945 / An der Freiheit wurde ein Ehrenmal errichtet. Im Museum Penzberg befindet sich eine Dauerausstellung über die Mordnacht. Jedes Jahr findet am 28. April eine Gedenkfeier statt.

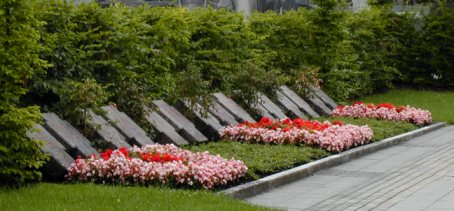
Ehrengräber im Penzberger Friedhof

Am 30. April 1945 nachmittags marschierte US-amerikanisches Militär ohne Kampfhandlungen ein, die Amerikaner verblieben bis zum Herbst. Dem Zweiten Weltkrieg fielen 230 Penzberger Soldaten zum Opfer. 1295 Flüchtlinge, vor allem aus Schlesien und dem Sudetenland trafen bis Kriegsende in Penzberg ein.

### 1945 bis 1966
1949 wurde die sogenannte Entnazifizierung abgeschlossen. 7150 Personen wurden als „nicht betroffen“ eingestuft, 15 galten als „entlastet“, 289 wurden als „Mitläufer“ bezeichnet, 22 als „minderbelastet“ und eine Person wurde als „Aktivist“ eingestuft. In diesem Jahr begann der Bau der heutigen Christkönigkirche auf dem Gelände der zerstörten Barbarakirche, 1951 war die Einweihung. In diesem Jahr wurde auch das in den 1930er Jahren geplante und während des Kriegs begonnene kohlebetriebene Bahnkraftwerk mit Gleisanschluss in Betrieb genommen. Das Kraftwerk erzeugte eine elektrische Leistung von 12,5 Megawatt. Nach Einstellung des Bergwerkbetriebs wurde es mit Kohle aus restlichen Haldenbeständen betrieben, danach aus Peißenberg, aus dem Saarland und Ruhrgebiet beliefert. 1956 wurde mit dem Neubau des Krankenhauses und der Bgm.-Prandl-Volksschule begonnen.
1963 wurde die erste Kläranlage An der Freiheit in Betrieb genommen, im Jahr darauf war die Einweihung der katholischen Kirche Unsere Liebe Frau von Wladimir im Gemeindeteil Steigenberg.
Am 30. September 1966 fuhr die letzte Schicht ins Bergwerk Penzberg, da die Zeche nicht mehr konkurrenzfähig war. 1.300 Bergleute waren von der Schließung betroffen. Da es gelungen war, den Nutzfahrzeughersteller MAN mit einem Omnibus-Komplettfertigungswerk nach Penzberg zu holen, fanden 700 ehemalige Bergleute noch im selben Jahr wieder eine Arbeit. Im gleichen Jahr begann auch der Unterricht an der Realschule.

### 1967 bis 1999
Von 1967 bis 1974 werden im Zuge der Altstadtsanierung im Zentrum 48 Gebäude abgebrochen und an deren Stelle ein Hochhaus und mehrere etwas niedrigere Wohnblocks mit insgesamt 182 Wohnungen errichtet.
1970 erhielt Penzberg den ersten Anschluss an die Bundesautobahn A95. In diesem Jahr war auch Beginn des zwei Jahre dauernden Baues der Sonderschule an der Südstraße.
Als eines der ersten Projekte dieser Art in Deutschland wurde 1972 das Solardorf Penzberg begonnen und 1980 fertiggestellt.
1972 wurde der Pharmakonzern Boehringer Mannheim auf dem Gelände des Nonnenwaldschachts größter Arbeitgeber. Am 30. April 1971 wurde das Bahnkraftwerk stillgelegt. Der Stadtrat beschloss den Ausbau der Berghalde zu einem Freizeit- und Erholungsgebiet.
1976 war die Eröffnung des Warmwasser-Wellenbades mit der charakteristischen Wellenanlage, einem Sprungturm, Sauna, Außenanlage und einer Gaststätte.
1977 begann der Rückbau des Güterbahnhofs. An seiner Stelle entstand ein Gewerbegebiet.
1979 wurde das städtische Krankenhaus erweitert, ein Jahr später das Feuerwehrhaus fertiggestellt.
Mit dem Schuljahr 1981/82 bekam Penzberg ein eigenes Gymnasium, das zunächst bis zur zehnten Klasse geplant war; jedoch konnte bereits der Klassen-Jahrgang 1982/83 in Penzberg das Abitur ablegen.
1987 entstand ein städtischer Kindergarten mit Hort am Daserweg.
1990 wurde an der Krumbachstraße in der Nähe der Stadthalle eine Mehrzweckhalle errichtet. Dort befinden sich unter anderem eine Sporthalle, eine Schießanlage und Kegelbahnen. Im Nonnenwaldstadion (heute Karl-Wald-Stadion) wurde der Sportbetrieb aufgenommen.
1994 begann der Neubau einer Grundschule, sowie eines Kindergartens mit Hort an der Birkenstraße; außerdem wurde das Stadtmuseum (heute Museum Penzberg) eröffnet.
1996 erwarb die Stadt das Gut Hub (Gesamtfläche ca. 98 Hektar) mit Gebäuden, Weihern, Campingplatz, Wiesen und Wald.
1999 wurde die neue Wasserversorgung vom Behälter in Oberriedern fertiggestellt. Im selben Jahr wurde Boehringer Mannheim von Roche Diagnostics übernommen. Ein ortsansässiger Lokomotivbetrieb restaurierte in diesem Jahr das sogenannte Bockerl, eine kleine Dampflokomotive, mit der noch bis in die Nachkriegszeit Grubenholz nach Nonnenwald befördert wurde. Diese Lokomotive wurde an der Einmündung Bichler Straße – Bahnhofstraße als Denkmal aufgestellt.

### Seit 2000

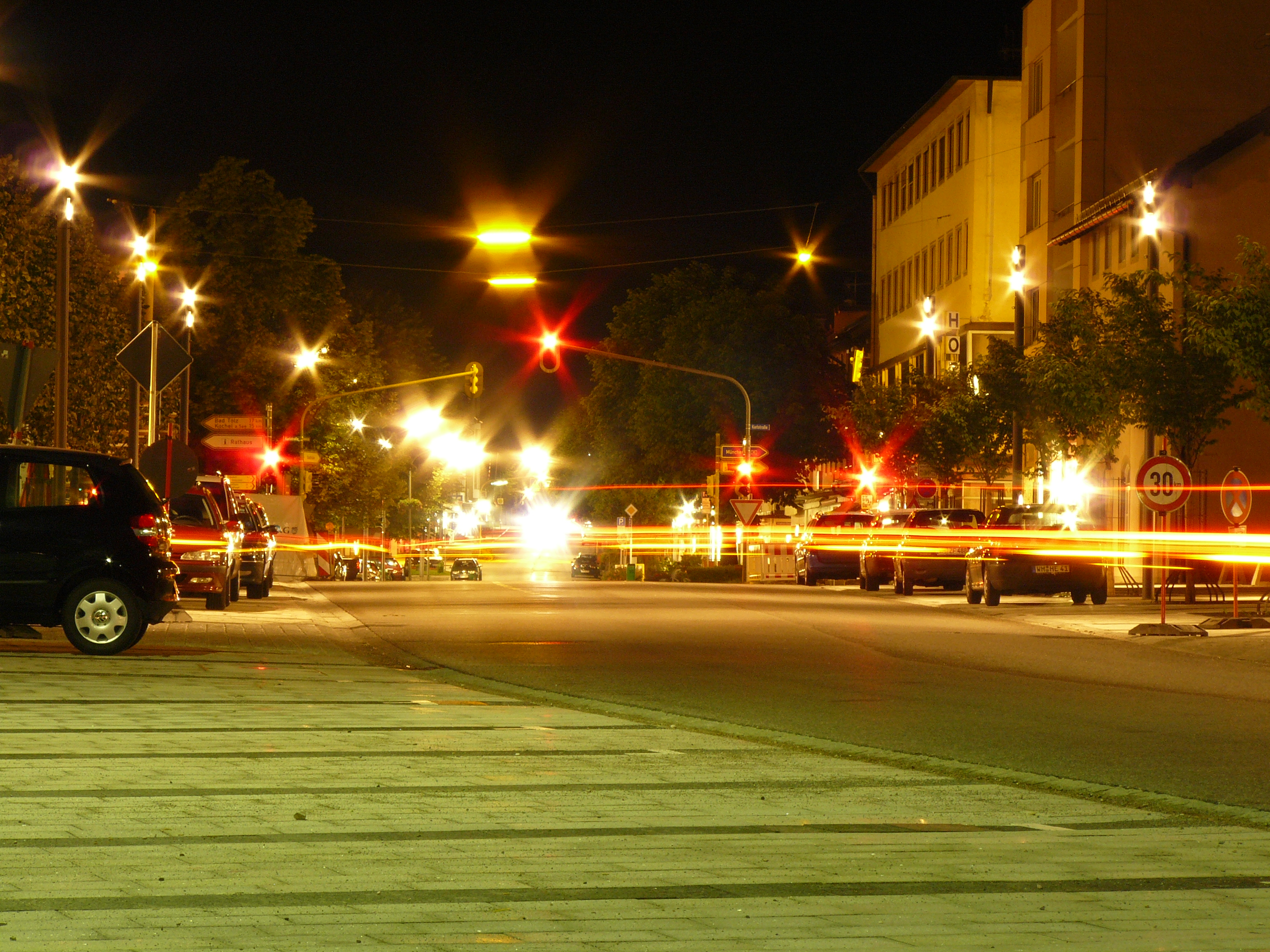
Penzberger Innenstadt mit der zentralen Bahnhofsstraße

Im Jahr 2000 wurde die Verbandskläranlage an der Loisach in Betrieb genommen. Sie besitzt im mechanischen Teil eine Grundkapazität von 50.000 Einwohnerwerten (EW). Der biologische Reinigungsteil ist mit rund 34.000 EW ausgebaut. Die Kläranlage wird in interkommunaler Zusammenarbeit der drei Kommunen Penzberg, Bad Heilbrunn und Iffeldorf betrieben. 2002 wurde der Um- und Neubau des Senioren- und Pflegeheims Steigenberger Hof abgeschlossen. 2003 errichtete der Verein Jungritter die Barbarakapelle auf der Berghalde. Ein Erlebnisspielplatz an der Gustavstraße wurde im Jahr 2004 eingeweiht. 2005 stellte MAN die Arbeiten in Penzberg ein. Das Werk wurde zu einem eigenständigen Unternehmen, der Automative Components Penzberg (ACP) GmbH umgewandelt. An der Bichler Straße wird das Islamische Forum eröffnet. Im Oktober 2006 weihte der Bergknappenverein ein Denkmal auf der Berghalde ein, das an die Drahtseilbahn des Bergwerks erinnert. 2007 wurde im Rahmen des Projektes „Modernisierung der Innenstadt“ die Bahnhofstraße im Bereich Krankenhaus – Stadtplatz fertiggestellt. Die Bauarbeiten am zweiten Teil (Stadtplatz bis Ludwig-März-Straße) begannen im Frühjahr 2008 und wurden im Herbst 2010 abgeschlossen. Am 19. August 2009 brannte das Rathaus bei Spenglerarbeiten vollständig aus. Im Dezember 2011 war es nach Renovierung und Umbau wieder bezugsfertig. 2012 wurde das städtische Krankenhaus in Klinikum Penzberg umbenannt und an das Klinikum Starnberg verkauft. Das Klinikum Penzberg ist jetzt ein kommunales Krankenhaus der Grund- und Regelversorgung mit 100 Planbetten. Geführt werden die Medizinische Klinik, die Chirurgische Klinik mit Allgemein- und Unfallchirurgie, die Plastische Chirurgie/Handchirurgie und Anästhesie sowie die Belegabteilungen HNO und Gynäkologie. 2013 wurde auf dem Gelände des ehemaligen Kaufhauses Stammler und des Staltacher Hofs der Stadtplatz eingeweiht. Hier findet regelmäßig ein Wochenmarkt statt. Auf den Straßen des Zentrums und dem Stadtplatz gibt es den Faschingsumzug und mehrmals im Jahr Markt- und Verkaufsveranstaltungen.
2022 wurde Penzberg als Austragungsort der bayerischen Landesgartenschau 2028 ausgewählt. Im Frühsommer 2024 stellte der Stadtrat die Planungen allerdings aufgrund finanzieller Engpässe ein. Wenig später bekam Donauwörth die Ausrichtung der Landesgartenschau zugesprochen.

### Etymologie
Der Ortsname tauchte in verschiedenen Formen auf: Poennensperch (1275), Ponnisperge (1293), Ponesberg (1332), Pönsperg (1454), Pennesberg (1492), Pennsberg (1717), Spensberg (1792), Pensberg (1818), Penzberg (1867).
Nach Wolf-Armin von Reitzenstein ist das Bestimmungswort „wohl“ auf den „zu erschließende[n] Personenname[n] *Bonin oder *Bunni“ zurückzuführen, womit der Ortsname „Berg des Bonin oder Bunni“ bedeutet. Theo Vennemann hingegen zerlegt das Bestimmungswort in die Bestandteile „Bon-on-i-a“, führt dieses auf das von ihm postulierte „Vaskonische“ zurück und erklärt den Ortsnamen tautologisch als „DerGuteBerg-Berg“.

## Bevölkerung

### Einwohnerentwicklung
Zwischen 1988 und 2018 wuchs die Stadt von 13.131 auf 16.586 um 3.455 Einwohner bzw. um 26,3 %.

Einwohnerentwicklung von Penzberg von 1813 bis 2017

| Jahr | Einwohner |
| ---- | --------- |
| 1813 | 399       |
| 1840 | 413       |
| 1852 | 476       |
| 1871 | 949       |
| 1880 | 2.265     |
| 1890 | 3.544     |
| 1900 | 5.042     |
| 1910 | 5.533     |
| 1916 | 4.863     |
| 1925 | 6.148     |
| 1939 | 6.774     |
| 1946 | 8.767     |
| 1950 | 9.935     |
| 1960 | 10.409    |
| 1970 | 10.958    |
| 1987 | 12.949    |
| 1991 | 13.970    |

| Jahr | Einwohner |
| ---- | --------- |
| 1995 | 14.950    |
| 2000 | 15.703    |
| 2005 | 16.126    |
| 2010 | 16.262    |
| 2011 | 16.046    |
| 2012 | 16.092    |
| 2013 | 16.209    |
| 2014 | 16.174    |
| 2015 | 16.234    |
| 2016 | 16.479    |
| 2017 | 16.487    |
| 2018 | 16.586    |
| 2019 | 16.514    |
| 2020 | 16.510    |
| 2023 | 16.909    |

### Bevölkerungsstruktur
In Penzberg leben Menschen aus mindestens 74 Nationen.
| Alter / Jahre | Insgesamt Anzahl | Insgesamt % |
| ------------- | ---------------- | ----------- |
| unter 6       | 937              | 5,7         |
| 6–14          | 1.392            | 8,4         |
| 15–17         | 488              | 3,0         |
| 18–24         | 1.120            | 6,8         |
| 25–29         | 875              | 5,3         |
| 30–39         | 2.086            | 12,6        |
| 40–49         | 2.229            | 12,3        |
| 50–64         | 3.888            | 23,5        |
| 65 und mehr   | 3.695            | 22,4        |
| Gesamt        | 16.510           | 100,0       |

| Jahr | Lebendgeborene | Gestorbene | Zuzüge | Fortzüge | Zu- / Abnahme |
| ---- | -------------- | ---------- | ------ | -------- | ------------- |
| 1960 | 156            | 128        | 481    | 452      | 57            |
| 1970 | 110            | 158        | 882    | 603      | 231           |
| 1980 | 107            | 162        | 922    | 508      | 359           |
| 1990 | 159            | 182        | 752    | 557      | 172           |
| 2000 | 144            | 153        | 943    | 703      | 231           |
| 2008 | 109            | 172        | 922    | 896      | −37           |
| 2009 | 142            | 179        | 849    | 865      | −53           |
| 2010 | 132            | 172        | 873    | 748      | 85            |
| 2011 | 130            | 189        | 897    | 813      | 25            |
| 2012 | 155            | 162        | 889    | 940      | 42            |
| 2013 | 123            | 142        | 1079   | 950      | 110           |
| 2014 | 119            | 173        | 828    | 812      | 38            |
| 2015 | 149            | 195        | 977    | 874      | 57            |
| 2016 | 150            | 160        | 1149   | 886      | 253           |
| 2017 | 116            | 220        | 1070   | 961      | 5             |
| 2018 | 143            | 193        | 1014   | 856      | 108           |
| 2019 | 138            | 169        | 877    | 907      | −61           |
| 2020 | 145            | 163        | 937    | 899      | 20            |

### Religionen
Die meisten Einwohner sind katholische (45 %) oder evangelische Christen (17 %) (Stand: 9. Mai 2011). An dritter Stelle folgen Muslime. Die Vorstände der großen Religionsgemeinschaften setzen sich für die interreligiöse Zusammenarbeit ein.

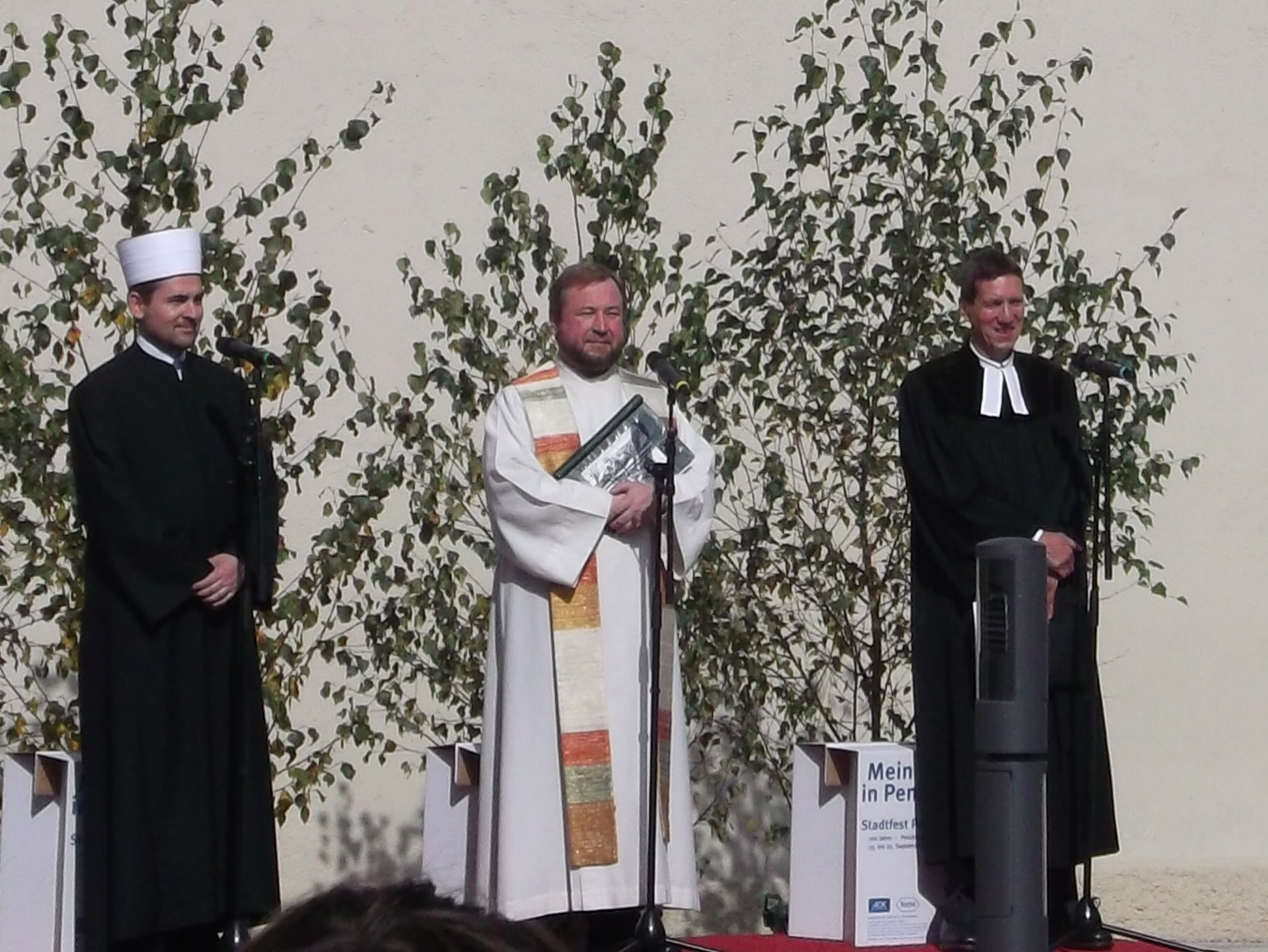
Gemeinsamer Gottesdienst
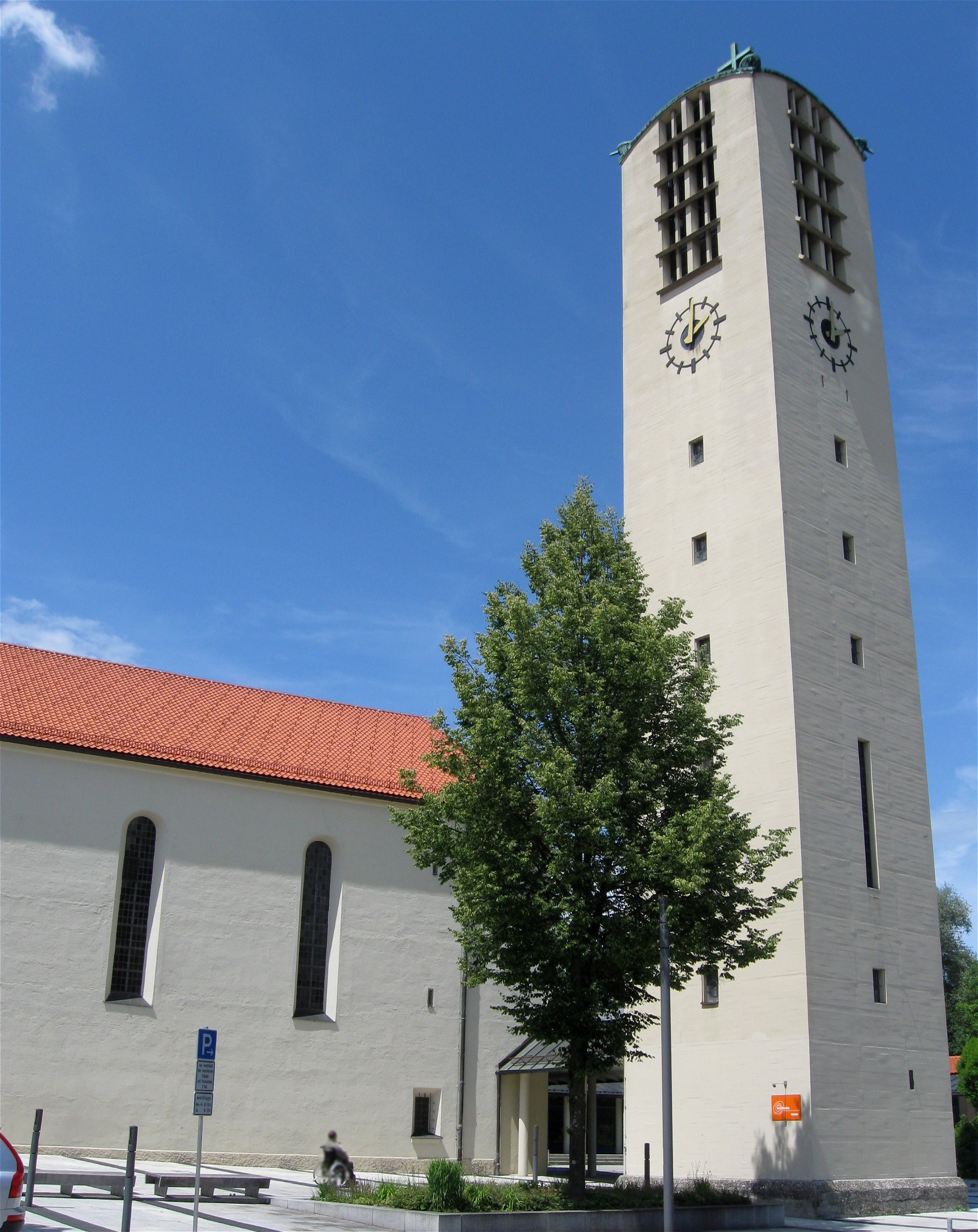
Christkönigkirche
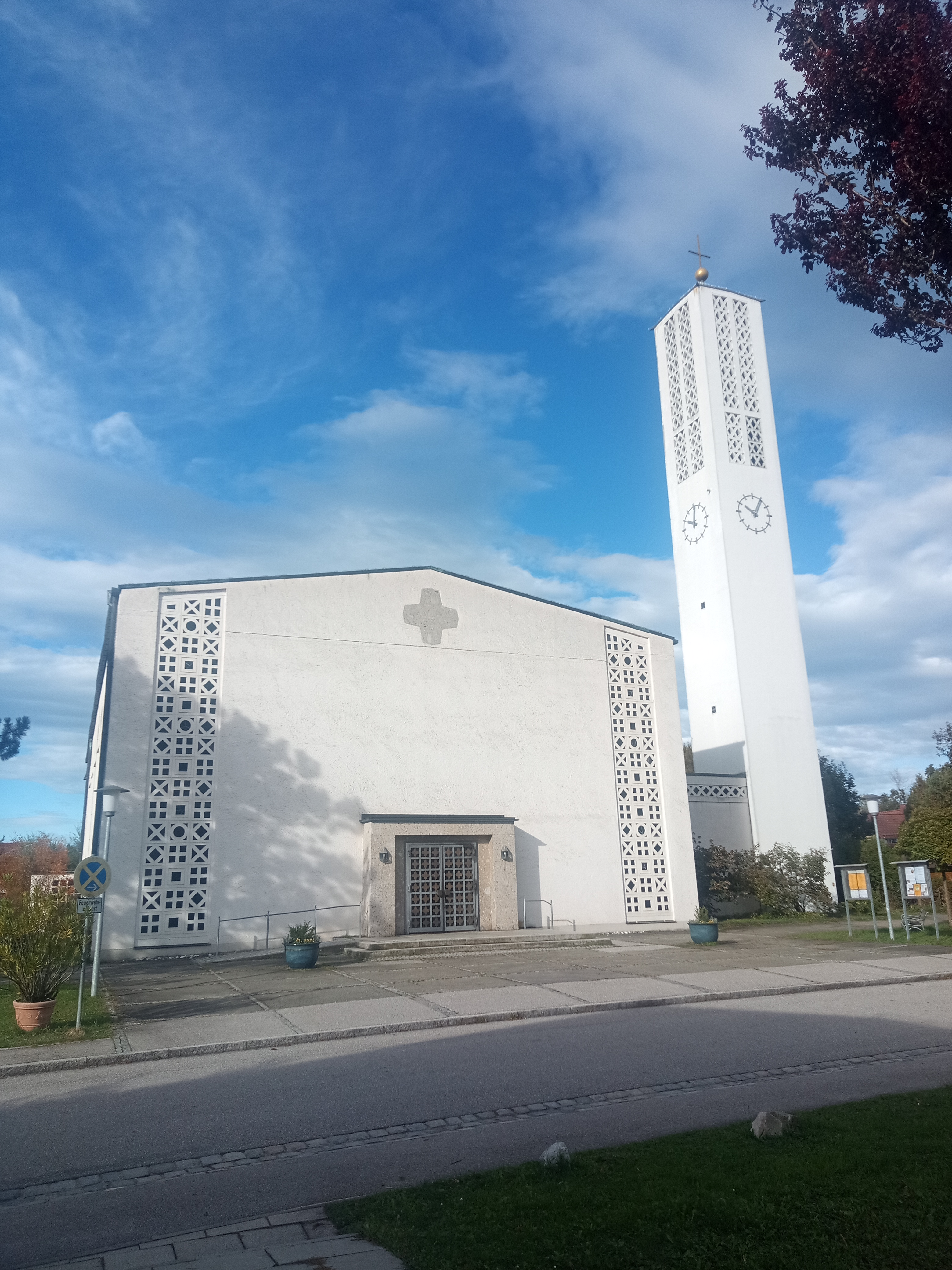
Unsere Liebe Frau von Wladimir
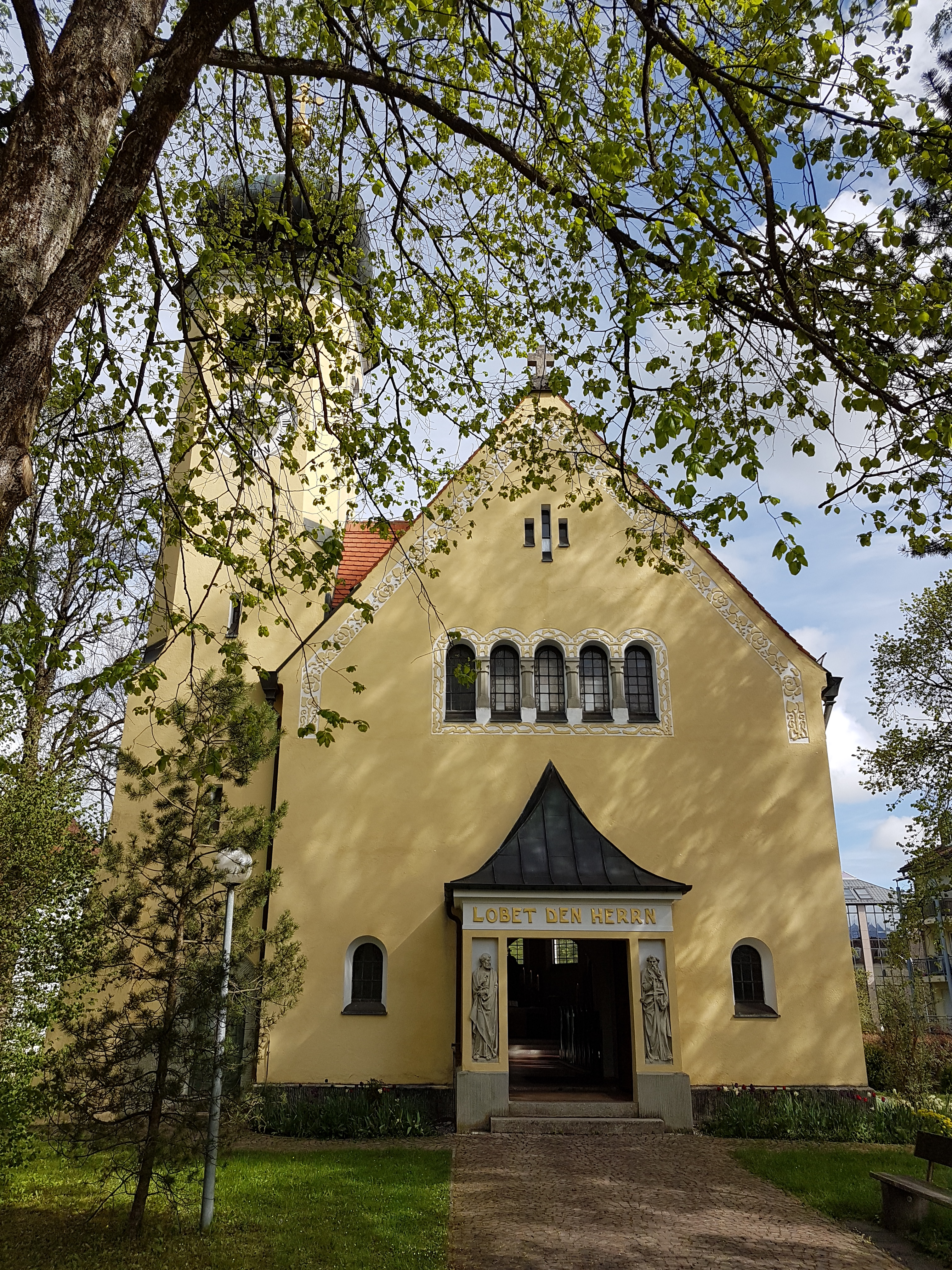
Martin-Luther-Kirche
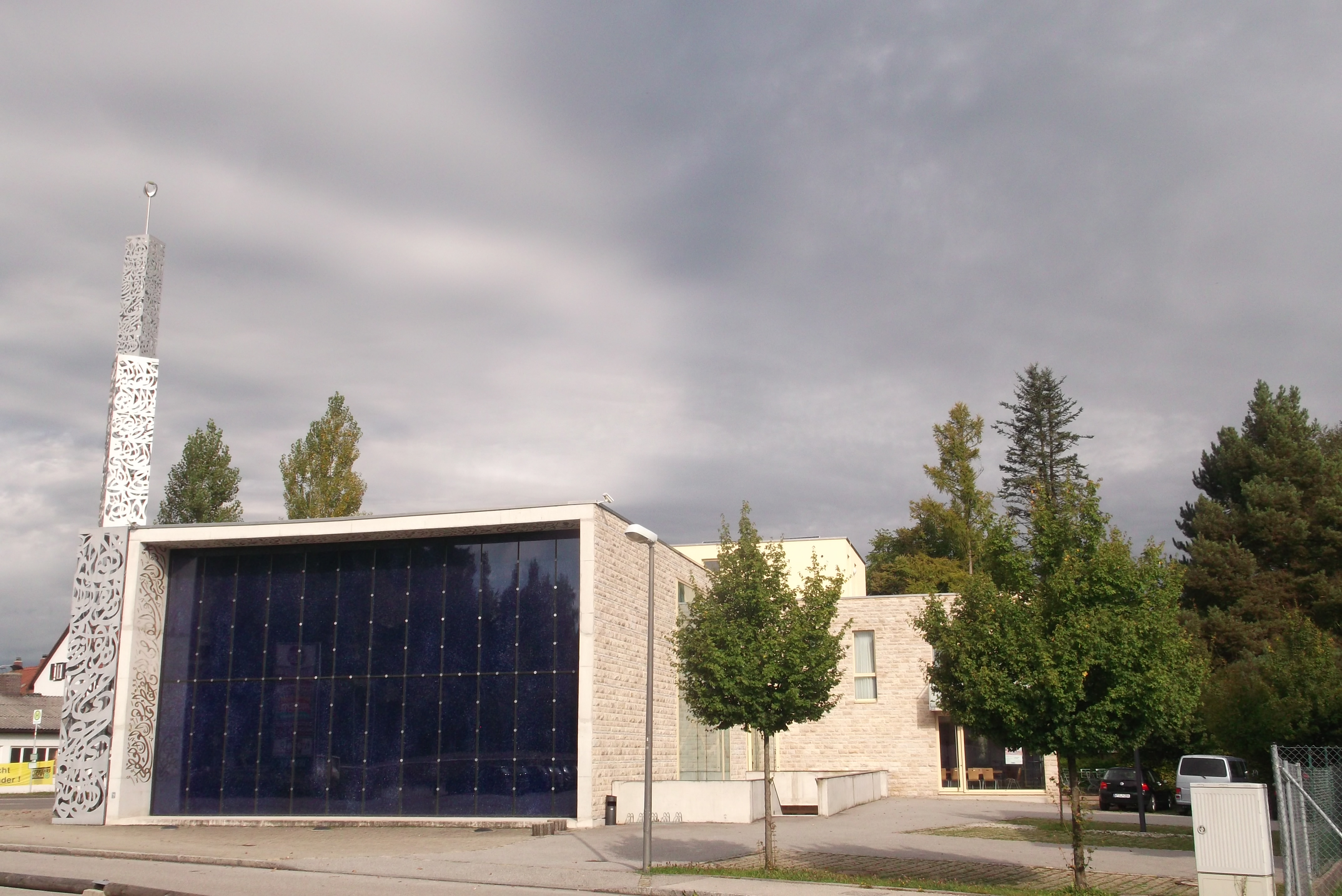
Islamisches Forum

#### Katholische Christen
Penzberg gehört zur Pfarrei Christkönig im Bistum Augsburg. Ein Treffpunkt der Katholiken ist das Pfarrzentrum Christkönig mit der Pfarrkirche, dem Barbarahaus, bestehend aus einer Bibliothek und mehreren Konferenzräumen, dem Johannishaus mit Konferenzräumen im Stadtzentrum.
Ein weiterer Treffpunkt ist das Pfarrzentrum Zu unserer Lieben Frau von Wladimir im Gemeindeteil Steigenberg mit der 1964 fertiggestellten, gleichnamigen Kirche. Zu diesem Komplex gehört das Pfarrheim U.L.F. v. Wladimir mit Konferenzräumen sowie der Kindergarten St. Raphael.

#### Evangelische Christen
Die evangelisch-lutherische Pfarrgemeinde Penzberg mit Pfarramt und der 1904 im Jugendstil erbauten Martin-Luther-Kirche ist das Zentrum der Gläubigen. Die Pfarrgemeinde ist außerdem Träger des Kindergartens Evangelisches Haus für Kinder.

#### Muslime
Das Zentrum der Muslime ist die 1994 gegründete Islamische Gemeinde Penzberg. Der 2005 eröffnete Gebäudekomplex Islamisches Forum Penzberg besteht aus einer Moschee, einer Bibliothek, Konferenz- und Wohnräumen. Maßgeblich unterstützt wurde der Drei-Millionen-Euro-Bau durch finanzielle Hilfe von Sultan bin Mohamed al-Qasimi, dem Emir von Schardscha in den Vereinigten Arabischen Emiraten. Im Islamischen Forum finden unter anderem Podiumsdiskussionen mit namhaften islamischen Glaubensführern statt. Wegen möglicher Verbindungen des Imams Benjamin Idriz zu muslimischen Extremisten beobachtete der Bayerische Verfassungsschutz die Gemeinde mehrere Jahre. Im Verfassungsschutzbericht 2011 wurde die islamische Gemeinschaft nicht mehr erwähnt und auch die Gemeinnützigkeit wieder zuerkannt.

## Politik

### Stadtrat
|  | Kommunalwahl 2020 %50403020100 25,1 % (−3,9 %p)19,9 % (−20,3 %p)15,2 % (+1,0 %p)18,1 % (n. k. %p)12,5 % (−4,1 %p)7,5 % (n. k. %p)1,7 % (n. k. %p) CSUSPDGrünePMBfPFLPFDP20142020 | Sitzverteilung im Stadtrat Penzberg 2020Insgesamt 24 Sitze - SPD: 5 - Grüne: 4 - PM: 4 - FLP: 2 - BfP: 3 - CSU: 6 |

| Partei / Liste             | Wahl 2020 | Wahl 2020 | Wahl 2014 | Wahl 2014 | Wahl 2008 | Wahl 2008 | Wahl 2002 | Wahl 2002 | Wahl 1996 | Wahl 1996 |
| Partei / Liste             | %         | Sitze     | %         | Sitze     | %         | Sitze     | %         | Sitze     | %         | Sitze     |
| -------------------------- | --------- | --------- | --------- | --------- | --------- | --------- | --------- | --------- | --------- | --------- |
| CSU                        | 25,1      | 6         | 29,0      | 7         | 31,6      | 8         | 38,7      | 9         |           | 9         |
| SPD                        | 19,9      | 5         | 40,2      | 10        | 39,0      | 9         | 46,7      | 12        |           | 12        |
| Grüne                      | 15,2      | 4         | 14,2      | 3         | 17,1      | 4         | 14,6      | 3         |           | 3         |
| Penzberg Miteinander (PM)  | 18,1      | 4         | –         | –         | –         | –         | –         | –         | –         | –         |
| Bürger für Penzberg (BfP)  | 12,5      | 3         | 16,6      | 4         | 12,3      | 3         | –         | –         | –         | –         |
| Freie Liste Penzberg (FLP) | 7,5       | 2         | –         | –         | –         | –         | –         | –         | –         | –         |
| FDP                        | 1,7       | 0         | –         | –         | –         | –         | –         | –         | –         | –         |
| Gesamt                     | 100       | 24        | 100       | 24        | 100       | 24        | 100       | 24        | 100       | 24        |
| Wahlbeteiligung            | 66,3 %    | 66,3 %    | 60,9 %    | 60,9 %    | 64,6 %    | 64,6 %    | 63,6 %    | 63,6 %    |           |           |

### Bürgermeister
Folgende Personen waren seit der Gemeindegründung 1808 Bürgermeister von Penzberg bzw. St. Johannisrain:
| Amtszeit  | Name                     | Partei          | Beruf                 | Anmerkung                                                                                  |
| --------- | ------------------------ | --------------- | --------------------- | ------------------------------------------------------------------------------------------ |
| 1808–1813 | Bartlmä Baur             |                 | Bauer                 | von Zist                                                                                   |
| 1813–1818 | Kaspar Schwaighofer      |                 | Bauer                 | von Edenhof                                                                                |
| 1818–1823 | Ignaz Schwaighofer       |                 | Bauer                 | von Edenhof                                                                                |
| 1823–1830 | ? Kirchmair              |                 | Bauer                 |                                                                                            |
| 1830–1836 | Johann Fischer           |                 | Bauer                 | Heiglhofbauer                                                                              |
| 1836–1843 | Michael Hutter           |                 | Bauer                 | von Penzberg                                                                               |
| 1843–1847 | Johann Zach              |                 | Bauer                 | von Oberhof                                                                                |
| 1847–1851 | Josef Steigenberger      |                 | Bauer                 | von Steigenberg                                                                            |
| 1851–1854 | Josef Walser             |                 | Bauer                 | von Heinz                                                                                  |
| 1854–1861 | Josef Bauer              |                 | Bauer                 | von Oberhof                                                                                |
| 1861–1863 | Josef Walser             |                 |                       |                                                                                            |
| 1863–1867 | Bartholomäus Hartshauser |                 | Bauer                 |                                                                                            |
| 1867–1871 | Florian Hutter           |                 | Bauer                 | Reindlbauer                                                                                |
| 1871–1881 | Josef Höck               |                 | Bauer                 | von Hub                                                                                    |
| 1881–1882 | Johann Wagner            |                 | Bauer                 | von St. Johannisrain                                                                       |
| 1882–1887 | Simon Walser             |                 | Bauer                 | von Edenhof                                                                                |
| 1887–1888 | Dominikus Feistl         |                 |                       | Siedler in Neukirnberg                                                                     |
| 1888–1900 | Heinrich Schönleben      |                 | Platzmeister          |                                                                                            |
| 1900–1906 | Georg Hutter             |                 | Bauer                 | Reindlbauer                                                                                |
| 1906–1912 | Jakob Deisenberger       |                 | Bauer                 | von Edenhof                                                                                |
| 1912–1919 | Andreas Höck             |                 | Buchdruckereibesitzer | geehrt mit dem Bürgermeister-Andreas-Höck-Weg                                              |
| 1919–1933 | Hans Rummer              | SPD             | Bergmann              | erschossen 1945; geehrt mit der Bürgermeister-Rummer-Straße                                |
| 1933      | Johann Mühlpointner      |                 | Säcklermeister        | kommissarisch eingesetzt                                                                   |
| 1933–1934 | Stefan Schleinkofer      |                 | Rechnungsprüfer       |                                                                                            |
| 1934–1936 | Otto Bogner              | NSDAP           | Bergmann              | kommissarischer Bürgermeister, NSDAP-Ortsgruppenleiter                                     |
| 1936–1944 | Otto Bogner              | NSDAP           | Bergmann              | zunächst ehrenamtlich, später hauptamtlich; gefallen 1944                                  |
| 1944–1945 | Josef Vonwerden          | NSDAP           |                       | „Bürgermeister-Beauftragter“                                                               |
| 1945      | Jakob Dellinger          |                 | Kaufmann              | kommissarisch von den Amerikanern eingesetzt                                               |
| 1945–1946 | Josef Raab               | KPD             | Schlosser             | kommissarisch von den Amerikanern eingesetzt                                               |
| 1946–1972 | Anton Prandl             | SPD             | Gaststättenkaufmann   | geehrt mit der Benennung einer Grund- und einer Mittelschule                               |
| 1972–1996 | Kurt Wessner             | SPD             | Ingenieur             | geehrt als Altbürgermeister                                                                |
| 1996–2014 | Hans Mummert             | SPD             | Industriemeister      | geehrt als Altbürgermeister                                                                |
| 2014–2020 | Elke Zehetner            | parteifrei/ SPD | Verwaltungswirtin     | bis Mai 2019 parteifreie Bürgermeisterin für die SPD Penzberg, dann Eintritt in die Partei |
| seit 2020 | Stefan Korpan            | CSU             | Verwaltungsfachwirt   |                                                                                            |

Stefan Korpan setzte sich 2020 in der Stichwahl gegen die Amtsinhaberin Zehetner mit 66,11 % durch und wurde dadurch erster CSU-Bürgermeister in der Geschichte Penzbergs.
Zweiter Bürgermeister ist Markus Bocksberger (PM), dritter Hardi Lenk (SPD).

### Gemeindefinanzen
| Merkmal                              | 2008   | 2009   | 2010   | 2011   | 2012   | 2013    | 2014   | 2015   | 2016   | 2017   | 2018   | 2019   | 2020   |
| ------------------------------------ | ------ | ------ | ------ | ------ | ------ | ------- | ------ | ------ | ------ | ------ | ------ | ------ | ------ |
| Bruttoausgaben                       | 99.715 | 52.566 | 55.564 | 42.238 | 70.203 | 155.485 | 68.675 | 66.902 | 73.557 | 71.280 | 96.780 | 61.966 | 81.176 |
| Gemeindesteuereinnahmen              | 23.582 | 13.054 | 25.274 | 29.744 | 68.505 | 17.922  | 21.053 | 33.389 | 32.718 | 49.137 | 30.056 | 27.333 | 35.585 |
| Gewerbesteuerumlage                  | 3.226  | 559    | 4.078  | 5.068  | 9.330  | 6.563   | 2.820  | 4.317  | 4.782  | 3.048  | 8.944  | 205    | 3.109  |
| Steuereinnahmekraft                  | 25.680 | 13.605 | 27.792 | 32.943 | 76.329 | 19.558  | 22.608 | 36.603 | 35.894 | 53.947 | 33.133 | 28.741 | 38.069 |
| Steuerkraftmesszahl                  | 24.790 | 45.151 | 21.402 | 11.830 | 23.110 | 27.037  | 57.116 | 19.861 | 20.271 | 30.815 | 30.188 | 41.129 | 32.254 |
| Gemeindeschlüsselzuweisungen         | 0      | 0      | 0      | 683    | 0      | 0       | 0      | 0      | 0      | 0      | 0      | 0      | 0      |
| Verschuldung                         | 2.518  | 2.424  | 2.326  | 2.224  | 2.118  | 1.976   | 1.828  | 1.679  | 1.242  | 164    | 40     | 0      | 0      |
| Verschuldung je Einwohner            | 0,155  | 0,150  | 0,143  | 0,139  | 0,131  | 0,122   | 0,113  | 0,104  | 0,075  | 0,010  | 0,002  | 0      | 0      |
| planmäßig geleisteter Schuldendienst | 164    | 169    | 164    | 164    | 169    | 159     | 164    | 164    | 163    | –      | –      | –      | –      |
| Finanzkraft                          | 12.668 | 23.072 | 10.637 | 6.030  | 10.454 | 11.896  | 23.989 | 8.739  | 8.919  | 13.559 | 13.584 | 18.919 | 14.837 |

### Wappen, Flagge und Stadtsiegel
Die Stadt Penzberg führt ein Wappen, eine Flagge und ein Banner sowie ein Stadtsiegel.

Wappen
Flagge
Banner

#### Wappen
| Wappen von Penzberg | Blasonierung: „Unter von Silber (Weiß) und Blau in drei Reihen geschachtem Schildhaupt, belegt mit gekreuztem schwarzen Hammer und schwarzen Schlägel, in Blau auf grünem Boden schreitend ein silbernes (weißes) Lamm, das eine silberne (weiße) Fahne mit rotem Kreuz an goldenem (gelbem) Stab hält.“ |
| Wappen von Penzberg | Wappenbegründung: Das Wappen wurde am 16. Dezember 1929 vom bayerischen Staatsministerium des Innern genehmigt, nachdem es bereits am 28. November 1919 vom Stadtrat beschlossen wurde. Die Bergmannswerkzeuge erinnern an den Pechkohlebergbau. Das Lamm mit der Kreuzfahne ist das Attribut des heiligen Johannes des Täufers und erinnert an die Landgemeinde Sankt Johannisrain, die durch den Zuzug von Bergleuten seit 1870 beträchtlich wuchs und aus der 1919 die Stadt Penzberg hervorging. Die Farben Silber und Blau im Schildhaupt spielen auf die bayerischen Landesfarben an. |

#### Flagge und Banner
Beschreibung: „Die Stadtfarben sind schwarz und rot. Die Flagge bzw. das Banner der Stadt ist schwarz-rot quer- bzw. längsgestreift mit dem aufgelegten Wappen in der Mitte“. Banner und Flagge werden auch ohne Wappen gezeigt.

#### Stadtsiegel
Das runde Stadtsiegel enthält das Stadtwappen und im Umlauf den Text * BAYERN * STADT PENZBERG *.

### Städtepartnerschaften
Penzberg unterhält offizielle Städtepartnerschaften zu folgenden fünf Orten:
- Bezirk Tempelhof-Schöneberg, Berlin, Deutschland
- Stadt Langon, Gironde, Frankreich, seit 1981
- Stadt Ahlen, Nordrhein-Westfalen, Deutschland
- Stadt Lugau, Sachsen, Deutschland, seit 2020
- Stadt Differdingen, Kanton Esch an der Alzette, Luxemburg, seit 2020[56]

Freundschaften:
Gemeinde Capannori, Italien

## Infrastruktur und Wirtschaft

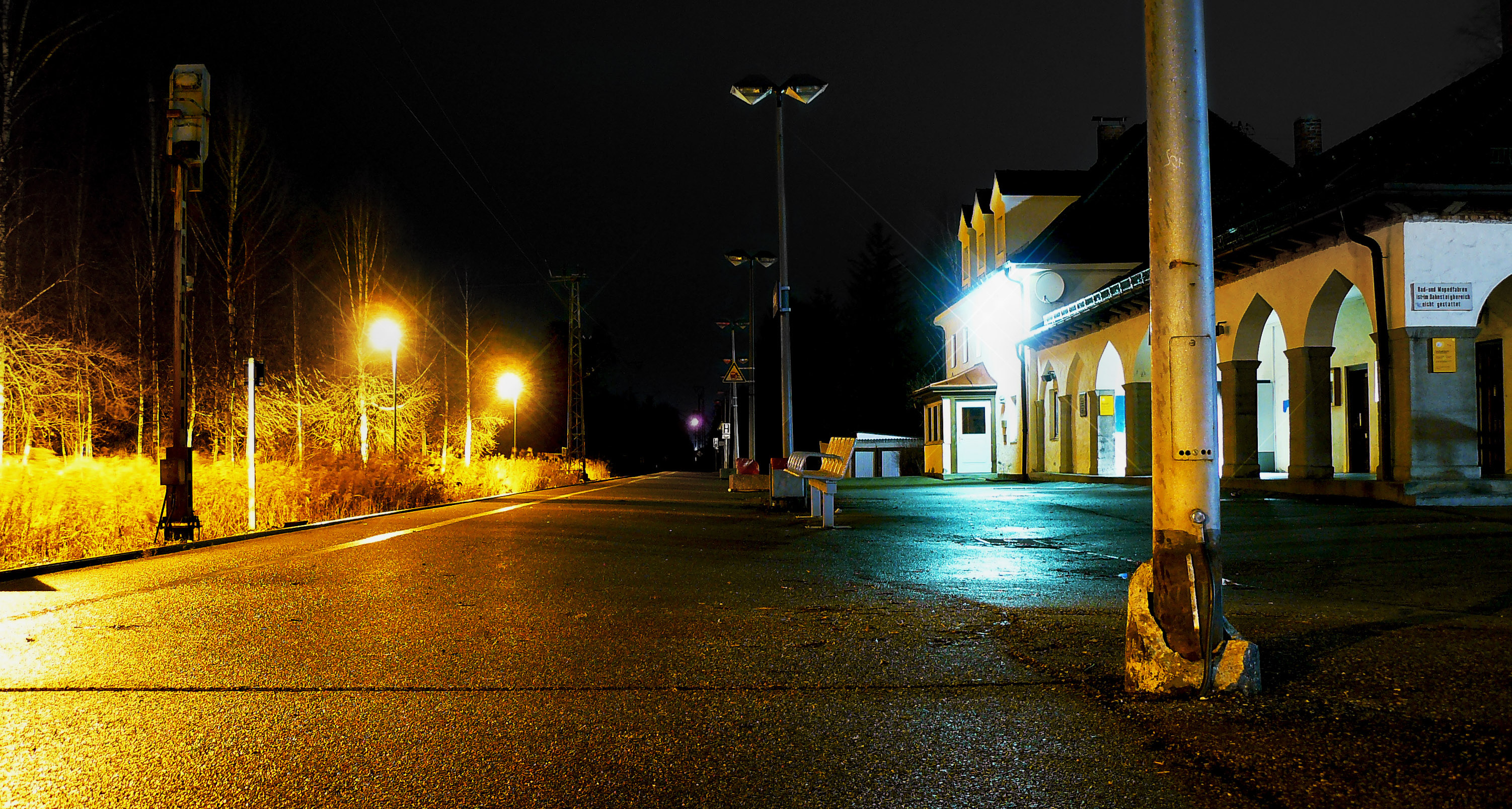
Bahnhof Penzberg

### Verkehr

#### Bahnverkehr
In Penzberg gibt es einen barrierefrei ausgebauten Bahnhof an der eingleisigen Kochelseebahn. Er wird im Stundentakt von Regionalzügen (RB 66) der Werdenfelsbahn zwischen München Hauptbahnhof und Kochel bedient, im Berufsverkehr wird das Zugangebot zum Halbstundentakt verdichtet.
Das Bahnhofsgebäude wird seit 2022 als Bürgerbahnhof genutzt.

#### Busverkehr
Drei Stadtbuslinien erschließen vom Bahnhof ausgehend weite Teile Penzbergs. Wochentags sind die Fahrzeiten der Busse auf den Fahrplan der Bahn abgestimmt, so dass man vom Stadtbus direkt die Züge nach München erreicht, und umgekehrt von den Zügen aus München direkten Anschluss an die Stadtbusse hat.
Außerdem halten folgende Regionalbuslinien des Oberbayernbus am oder in der Nähe des Bahnhofs.
| Linie | Verlauf                                                              |
| ----- | -------------------------------------------------------------------- |
| 374   | Penzberg – Beuerberg – Königsdorf – Geretsried – Wolfratshausen      |
| 391   | Penzberg – Bad Heilbrunn – Bad Tölz                                  |
| 394   | Penzberg – Bichl – Benediktbeuern – Kochel – Schlehdorf (– Großweil) |
| 9614  | Tutzing – Bernried – Seeshaupt – Iffeldorf – Penzberg                |
| 9617  | Penzberg – Iffeldorf – Obersöchering – Sindelsdorf – Penzberg        |
| 9654  | Weilheim – Obersöchering – Iffeldorf – Penzberg                      |
| 9655  | Weilheim – Seeshaupt – Iffeldorf – Penzberg                          |

#### Straßenverkehr
Das Stadtzentrum liegt ungefähr vier Kilometer von der Autobahnausfahrt Penzberg/Iffeldorf der A 95 und ungefähr fünf Kilometer von der Autobahnausfahrt Sindelsdorf entfernt. Über die sogenannte Westtangente wird das Gewerbegebiet Nonnenwald an die A95 angebunden.
Den größten Anteil am Individualverkehr hat das Unternehmen Roche mit 6.580 Kfz/Tag. Die am stärksten belasteten Straßen sind Seeshaupter Straße (17.500 Kfz/Tag), Obere Bahnhofstraße (17.500 Kfz/Tag), Grube (11.900 Kfz/Tag), Bichler Straße (12.500 Kfz/Tag) und Karlstraße (12.000 Kfz/Tag).

### Unternehmen

#### Gewerbegebiete an der Seeshaupter Straße
Bereits 1957 siedelte sich der Automobilzulieferbetrieb Hoerbiger Antriebstechnik GmbH an der Seeshaupter Straße an. Das Werk liefert PKW-Kupplungen, Stahllamellen und Feinschneidteile.
Die Europazentrale der K2 Sports Europe GmbH mit der Produktlinie Schi sowie die Zentrale der Tochtergesellschaft Marker Deutschland GmbH für Skibindungen haben ihren Sitz ebenfalls im Industriegebiet an der Seeshaupter Straße. Die Münchner Schleicher Fahrzeugteile GmbH & CO. KG stellt im Werk Penzberg Nockenwellen für Motoren von Motorrädern, Pkws, Traktoren, Lkws, Schiffen sowie Stationär- und Aggregatmotoren her.
Das Penzberger Möbelhaus wurde 2017 von 8.000 auf 18.000 Quadratmeter Verkaufsfläche vergrößert und in Möbel Centrale umbenannt. Auf dem benachbarten Gelände fertigte MAN ab 1966 Omnibusse und ab den 1980er-Jahren Fahrzeugkomponenten. 2005 als Automotive Components Penzberg GmbH (ACP) ausgegliedert, erwarb die Hörmann Group die Hälfte der Anteile. Im August 2008 übernahm Hörmann das Unternehmen vollständig und 2012 folgte die Umbenennung in Hörmann Automotive Penzberg (HAP). Im April 2019 gab Hörmann bekannt, das Werk mit damals etwa 630 Beschäftigten stillzulegen, was Mitte 2020 erfolgte.

#### Gewerbegebiet Nonnenwald
Auf dem ehemaligen Bergwerksgelände wurde ab 1970 durch das Pharmaunternehmen Boehringer Mannheim, welches 1997 vom Schweizer Konkurrenzunternehmen F. Hoffmann-La Roche aufgekauft wurde, ein Biotechnologiezentrum errichtet.
Der größte Arbeitgeber Penzbergs und der Umgebung ist seit 1998 Roche Diagnostics, eine Tochtergesellschaft der Unternehmensgruppe Hoffmann-La Roche. Das Betriebsareal befindet sich im Gewerbegebiet Nonnenwald, mehr als 7700 Arbeitsplätze (Stand: 2024) wurden laut Angabe auf der Unternehmenswebsite dort geschaffen, hinzu kommen täglich 1000 bis 1500 Mitarbeiter von Drittunternehmen.
Die Anfahrtsstraße aus Richtung Westen wurde nach dem ersten Werksleiter, Gotthilf Näher (✝ 1997), benannt. Dieser war bis 1993 in dieser Funktion tätig.

#### Gewerbegebiet Grube und Am alten Bahnhof
Ein kommerzieller Zulieferer für die Luftwaffe der Bundeswehr und anderer Länder ist die 1978 gegründete EMT Penzberg. Das Unternehmen errichtete in den 1990er Jahren sein Stammhaus im Industriegebiet auf dem Gelände des ehemaligen Güterbahnhofs und hat sich auf die Herstellung von Drohnen aller Art spezialisiert. Gleichfalls im Industriegebiet ist die Hamos GmbH Recycling- und Separationstechnik angesiedelt. Hamos bietet Techniken zur produktreinen Trennung und Wiederaufarbeitung von industriewichtigen Rohstoffen aus Elektronik-Schrott, Kunststoffen und Verbundmaterialien.

### Erziehung und Bildung

#### Kindergärten und Horte
| Name                                         | Träger                                                | Straße                |
| -------------------------------------------- | ----------------------------------------------------- | --------------------- |
| Spatzennest Penzberg                         | Spatzennest Familienservice gGmbH                     | Daserweg 1a           |
| Kindertagespflege                            | Stadt Penzberg                                        | Karlstr. 25           |
| Waldkindergarten Penzberg                    | Albert Schweitzer Familienwerk Bayern e. V.           | Vordermeier 3         |
| AWO-Kindergarten AWOlino                     | AWO Bezirksverband Oberbayern e. V.                   | Schulstraße 1         |
| Familienzentrum Arche Noah                   | Familienzentrum Arche Noah gGmbH                      | Im Thal 6             |
| Evangelisches Haus für Kinder                | Evangelisch-Lutherischen Kirchengemeinde Penzberg     | Am Schloßbichl 3      |
| Katholische Kindertagesstätte St. Raphael    | Katholische Pfarrkirchenstiftung Christkönig Penzberg | Pater-Sabino-Weg 4    |
| Katholische Kindertagesstätte St. Franziskus | Katholische Pfarrkirchenstiftung Christkönig Penzberg | Sigmundstraße 20      |
| Städtischer Kindergarten                     | Stadt Penzberg                                        | Daserweg 1            |
| Kinderhaus Villa Kunterbunt                  | Montessori-Fördergemeinschaft Penzberg e. V.          | Grube 19              |
| AWO-Kinderhaus                               | AWO Bezirksverband Oberbayern e. V.                   | Birkenstraße 7        |
| AWO-Kinderhort                               | AWO Bezirksverband Oberbayern e. V.                   | Winterstraße 20       |
| Frühförderstelle Penzberg                    | Kinderhilfe Oberland gGmbH                            | Sigmundstraße 9a      |
| Heilpädagogischer Hort                       | Kinderhilfe Oberland gGmbH                            | Ludwig-März-Straße 13 |
| Integrative Kinderkrippe                     | Kinderhilfe Oberland gGmbH                            | Birkenstraße 6        |
| Mittagsbetreuung Grundschule                 | Kinderhilfe Weilheim e. V.                            | Südstraße 1           |
| Mittagsbetreuung Grundschule                 | AWO Kinderhort                                        | Birkenstraße 9        |
| Treffpunkt Familien Kosmos                   | Treffpunkt Familien Kosmos e. V.                      | Winterstraße 20a      |

#### Schulen
| Art                               | Name                                             | Straße                  |
| --------------------------------- | ------------------------------------------------ | ----------------------- |
| Grundschule                       | Bürgermeister-Prandl-Grundschule-Penzberg        | Südstraße 1             |
| Grundschule                       | Grundschule Penzberg an der Birkenstraße         | Birkenstraße 9          |
| Sonderpädagogisches Förderzentrum | Janusz-Korczak-Schule Penzberg                   | Südstraße 1 a           |
| Mittelschule                      | Bürgermeister-Prandl-Mittelschule Penzberg       | Südstraße 1             |
| Realschule                        | Heinrich-Campendonk-Realschule Penzberg          | Karlstraße 36           |
| Gymnasium                         | Gymnasium Penzberg                               | Karlstraße 38–42        |
| Private Volksschule               | Montessori-Schule-Penzberg                       | Seeshaupter Straße 32   |
| Musikschule                       | Musikschule der Stadt Penzberg                   | Friedrich-Ebert-Str. 9a |
| Volkshochschule                   | Volkshochschule Penzberg e. V.                   | Friedrich-Ebert-Str. 9  |
| Berufsfachschule                  | Berufsfachschule für Pflege und Altenpflegehilfe | Seeshaupter Straße 73   |

## Kultur und Sehenswürdigkeiten

### Baugeschichte und Denkmale

#### Architektur

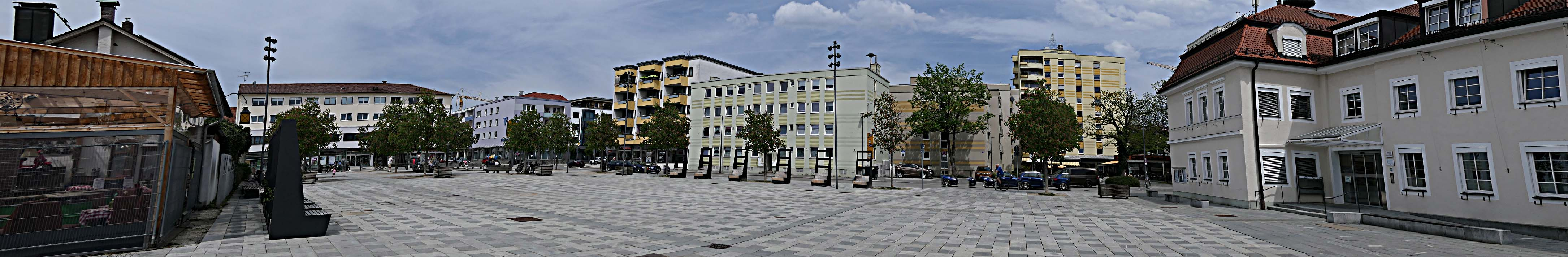
Stadtplatz Penzberg von Süden

In der zweiten Hälfte des 19. Jahrhunderts wurden im Gemeindeteil Maxkron von Bergarbeitern kleine Häuser (meist) in Eigenregie gebaut, die dadurch sehr unterschiedlich in der Bauweise waren. Dies beruht auf der Tatsache, dass die Bergleute aus ganz Europa kamen und diese die ihnen bekannten Baustile zu verwirklichen suchten. So ist das sog. Schneideranwesen, das 1865 errichtet wurde, beispielsweise im fränkischen Stil mit Fachwerk errichtet.
Das denkmalgeschützte Museum Penzberg wurde, wie die anderen Zechenhäuser gleichen Typus, um 1873 als Arbeiterwohnhaus von der ortsansässigen Bergwerksgesellschaft errichtet.
Dieser Haustyp prägte fast hundert Jahre lang das Erscheinungsbild Penzbergs. Nachdem ab 1966 massive Eingriffe und Abbrüche in der vom Krieg weitgehend verschonten Altstadtsubstanz begonnen hatten, kaufte die Stadt 1984 das Haus und baute es zum Stadtmuseum um. Es wurde 2015 erweitert.
Ebenfalls in dieser Zeit wurden von der Bergbaugesellschaft Bergarbeiterhäuser als Werkswohnungen in Auftrag gegeben. Diese waren in ihrer Bauweise einheitlich und weisen drei Geschosse mit zwei Zimmern je Etage (EG zzgl. zwei Obergeschosse) und als Erker vorgebautem Sanitärbereich auf.
Nach dem Ersten Weltkrieg entstanden die sogenannten Kaffeemühlenhäuser. Sie weisen eine einheitliche Bauweise auf, die auf einem nahezu quadratischen Grundriss beruht. Auf dem Bauplan vom 5. November 1920 eines Hauses der Parkstraße hat der Architekt Josef Linder unterschrieben. Daher kann man annehmen, dass er für alle Kaffeemühlenhäuser von Penzberg als Architekt verantwortlich ist.
Ebenfalls nach dem Ersten Weltkrieg wurde im Gemeindeteil Heinz eine weitere Arbeitersiedlung, die Heimstättensiedlung errichtet. Kennzeichnend sind sehr kleine Häuser mit einheitlicher Erscheinungsform. Möglicherweise zeichnet für diese Siedlung der Münchener Architekt Fritz Norkauer verantwortlich.
Von der Bergwerksgesellschaft wurden letztmals in den Jahren 1952 bis 1954 Werkswohnungen gebaut, wovon heute noch zwei optisch gleich aussehende Gebäude existieren und bewohnt sind.
Ab den 1970er Jahren wurden wie in vielen anderen Städten zahlreiche ältere Gebäude abgerissen und durch Betonbauten (bis zu achtstöckige Hochhäuser) ersetzt. Dadurch ging der organische gewachsene Siedlungscharakter der Innenstadt weitgehend verloren.

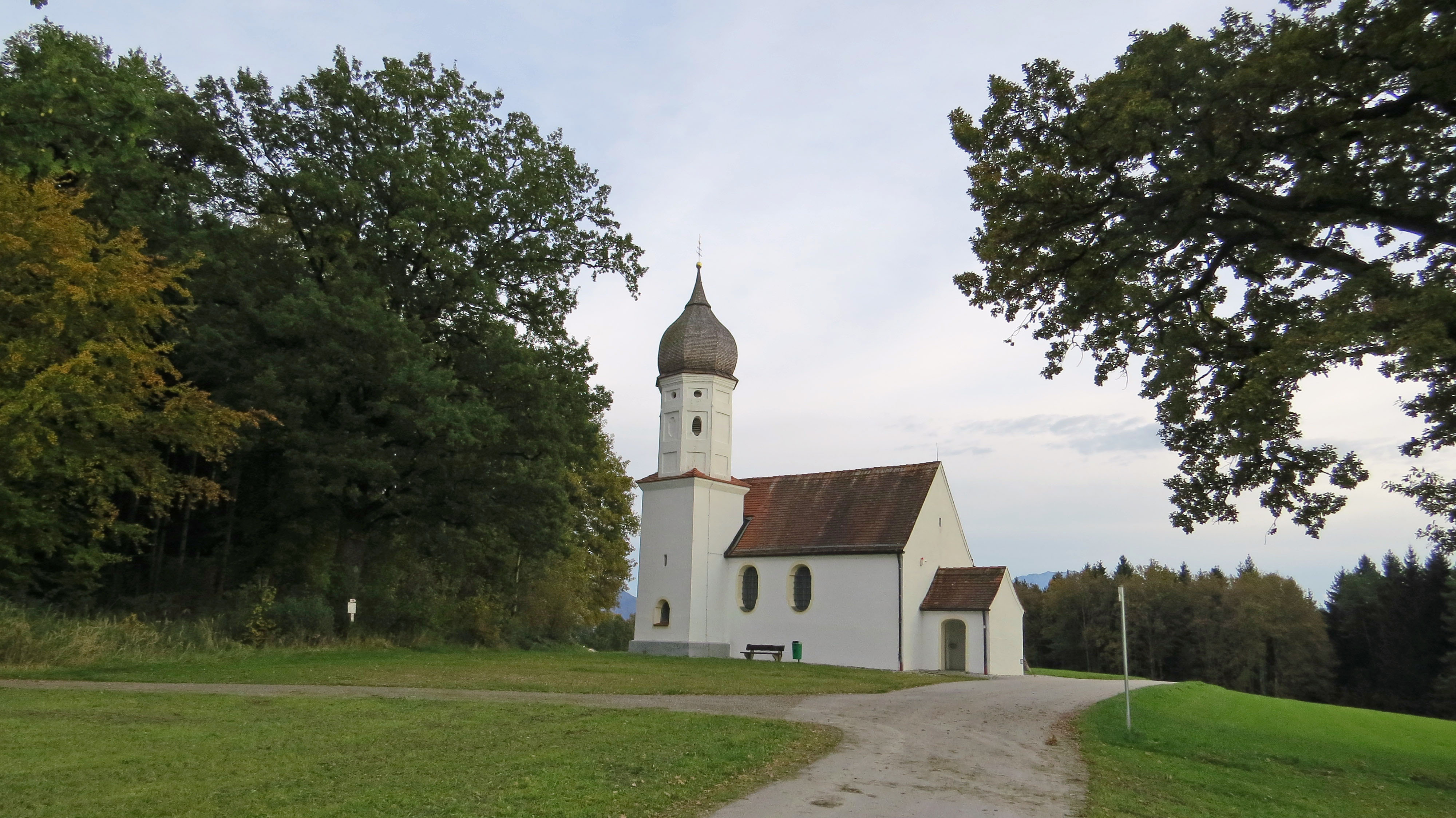
Hubkapelle

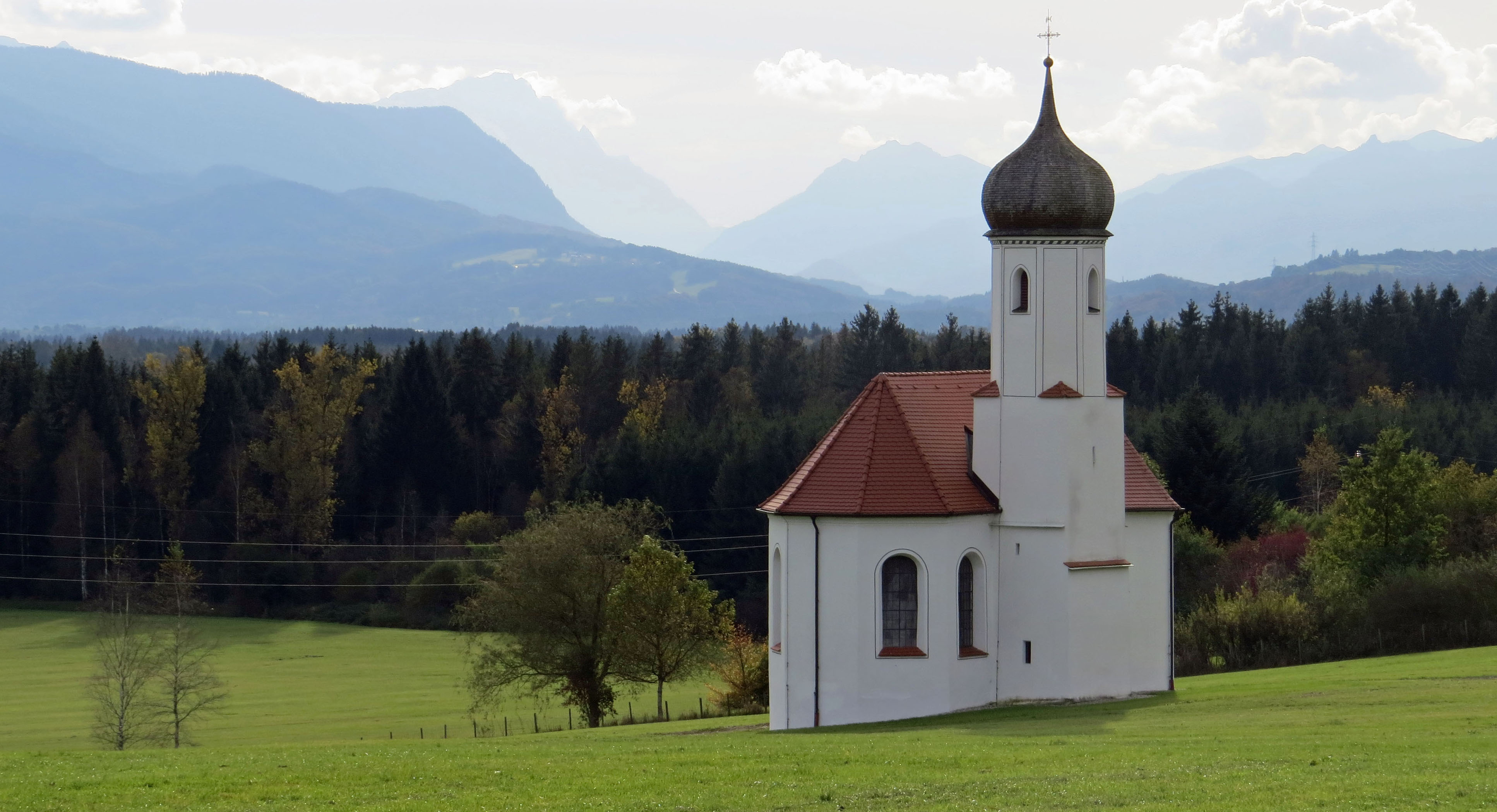
St. Johannisrain

#### Denkmale und Denkmalschutz
Bodendenkmale
- Ein Bestattungsplatz mit Kreisgraben vor- und frühgeschichtlicher Zeitstellung bei Johannisberg (Standort).
- Der Burgstall des hohen Mittelalters in der Nähe des Krankenhauses (Standort).
- Eine Linienverschanzung der frühen Neuzeit („Alte Schanze“; Standort).
- Untertägige frühneuzeitliche Befunde im Bereich der Kath. Filialkirche St. Maria in Hub (Standort).
- Untertägige spätmittelalterliche und frühneuzeitliche Funde im Bereich der Kath. Filialkirche St. Johann in Sankt Johannisrain und ihres Vorgängerbaus (Standort).

Registrierte Kleindenkmale
Im Gemeindeteil Promberg befinden sich zwei Grenzsteine, die in der Denkmalliste enthalten sind:
- DenkmalNr. D-1-90-141-18 Grenzstein aus Tuff mit der Bezeichnung CBB (Kloster Beuerberg) und dem Zeichen des Klosters Benediktbeuern. Datiert von 1751 (ungefährer Standort).
- DenkmalNr. D-1-90-141-17 Grenzstein mit der Bezeichnung GG BB (Gefreites Gericht Benediktbeuern), datiert von 1699 (Standort).

Archäologisches Fundstück
- 1960 erwähnte Walter Torbrügge eine Fibel aus Penzberg.[71] Der Verbleib dieser Fibel aus der späten Bronzezeit, ist unklar. Registriert wurde der Fund beim Bayerischen Landesamt für Denkmalpflege.[72] Das 1962 veröffentlichte Stück weist einen kugelförmigen Kopf sowie Halsverzierungen aus Rillen und Fischgrätmuster auf.[73]

Denkmale
- 1922 Kriegerdenkmal für die Opfer des Ersten Weltkriegs, Standort Christkönigkirche
- 1948 Am Platz der Freiheit erinnert ein Mahnmal an die 16 ermordeten Bürger in der Penzberger Mordnacht vom 28. April 1945. Auf dem Penzberger Friedhof wurden sie in Ehrengräbern bestattet und ihrer mit einem Gedenkstein gedacht.[74]
- 1970 Mahn- und Ehrenmal für die Opfer der beiden Weltkriege, Standort Bahnhofstraße / An der Grube
- 1973 Kilometerstein mit Berliner Bären (Städtepartnerschaft Schöneberg), Standort Seeshaupter Str. / Schöneberger Str.
- 1975 Bronzestatue eines Bergmanns, Standort Rathausplatz
- 1975 Original Förderrad des Nonnenwaldschachtes, Standort Grube / Henlestraße
- 1988 Kohlenhunt, Standort Realschule
- 1997 Zwei Glasfenster von Heinrich Campendonk, Mitglied der Künstlergruppe „Blauer Reiter“, Standort Christkönigkirche
- 1999 Bergwerkslokomotive Bockerl, Standort Bichler Str. / Bahnhofstr.
- 2005 Kohlenhunte, Standort Bichler Str. / Karlstraße, Standort Ortsende Sindelsdorfer Straße, Standort Maxkron, Standort Seeshaupter Straße Kreisverkehr
- 2012 Stadtwappen 3D aus Stahlrohren, Standort Seeshaupter Straße Kreisverkehr
- 2016 Bronzestatue einer „Kohlstadlschix“, Standort Rathausplatz
- 2019 Doppelhelix zum 100-jährigen Stadtjubiläum, Standort Kreisverkehr am Nonnenwald

### Museen

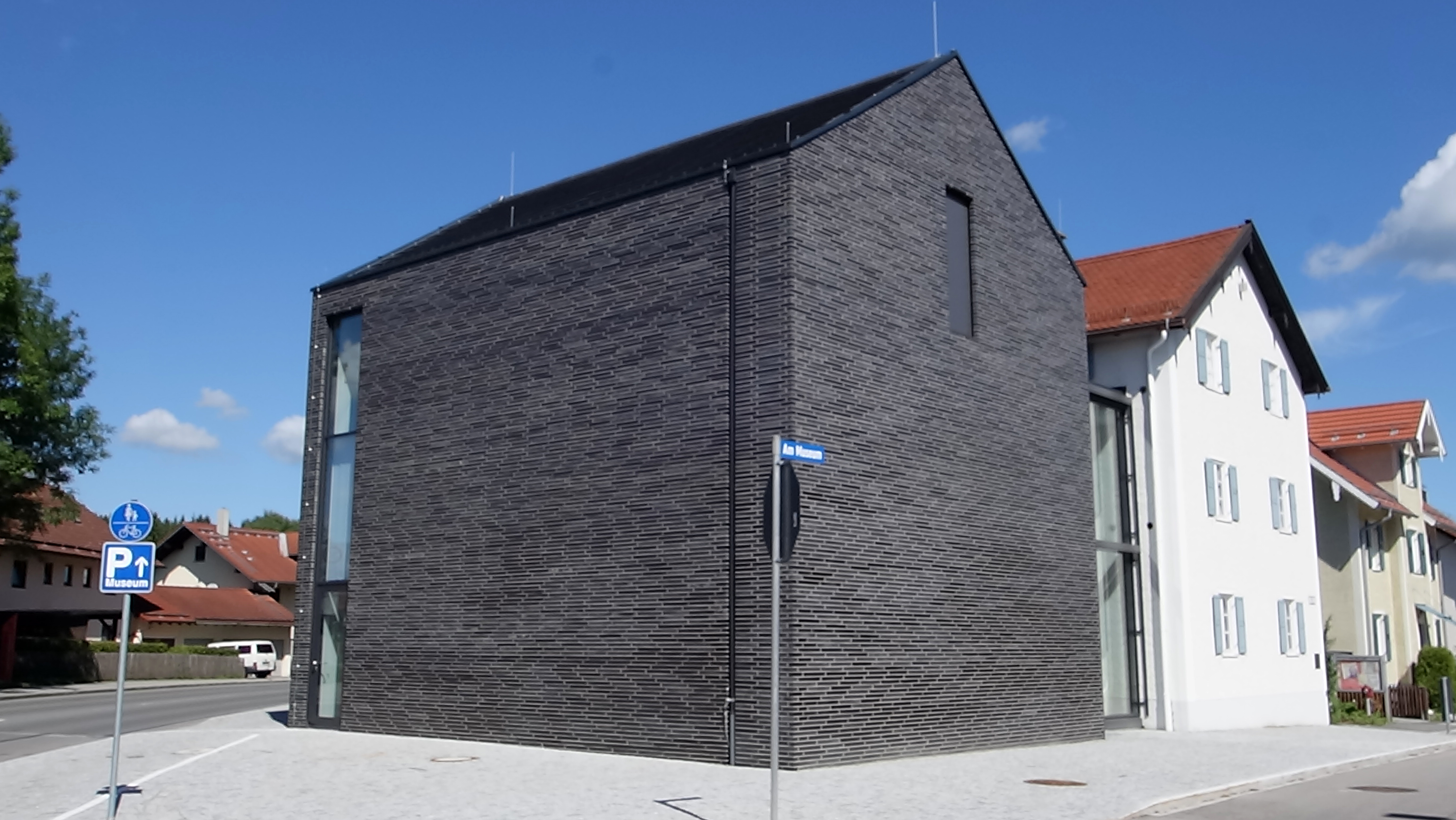
Museum Penzberg mit dem Erweiterungsbau (schwarz, vorne)

In dem nach knapp zweijährigen Umgestaltungs- und Erweiterungsarbeiten im Juni 2016 wiedereröffneten Museum Penzberg befindet sich mit 300 Werken die größte Heinrich-Campendonk-Sammlung weltweit. Darüber hinaus finden sich auch Räume zur Stadtgeschichte, wie die Nachstellung einer Bergarbeiter-Werkswohnung im Zustand um 1920 und ein Raum zum Gedenken an die Opfer der Penzberger Mordnacht von 1945. Ein weiterer Raum wird für wechselnde Ausstellungen genutzt.
Im Untergeschoss der Penzberger Realschule befindet sich das Bergwerksmuseum, das mit Originalgegenständen an die Zeit des Bergbaues in Penzberg erinnert. Es wurde 2013 nach einer grundlegenden Modernisierung wiedereröffnet.
Ein Geschichts- und Bergbaulehrpfad mit 30 Hinweistafeln im gesamten Stadtgebiet weist auf verschwundene Bauwerke oder auf die frühere Form und Funktion eines veränderten Gebäudes hin.

### Kulturpreise
- Kulturpreis der Stadt Penzberg
- Max-Kruse-Preis für Kinder- und Jugendliteratur Penzberger Urmel
- Denkmalpreis des Vereins für Denkmalpflege und Penzberger Stadtgeschichte (vergeben an Personen, die sich um den Erhalt oder die Dokumentation von geschichtlich erhaltens- oder schützenswerten Objekten im Stadtgebiet verdient gemacht haben)[81]

### Regelmäßige Veranstaltungen
Jedes Jahr Ende August oder Anfang September findet eine Woche lang das Penzberger Volksfest auf der Berghalde statt. Neben einem Bierzelt mit Musikprogramm gibt es auch Fahrgeschäfte, Schieß-, Los- und Wurfbuden.
Beginn der „närrischen Zeit“ ist am 11. November um 11:11 Uhr am Rathausplatz Penzberg. Zahlreiche Bälle stehen auf dem Programm, wie die „Gaudi ohne Grenzen“ an der Turnhalle des Wellenbades oder der Kinderfasching des OK-Penzberger Faschings. Am letzten Faschingswochenende gibt es regelmäßig einen Faschingsumzug in der Innenstadt. Den Abschluss bildet der Kehraus in der Stadthalle.
Das Fest der Nationen wird alle zwei Jahre im Zentrum gefeiert. Nach einem ökumenischen Gottesdienst mit Christen und Muslimen werden lukullische Spezialitäten aller Nationen angeboten.

## Persönlichkeiten

### Ehrenbürger
1929 wurden dem bayerischen Innenminister a. D. Erhard Auer und Regierungspräsident Ludwig von Knözinger die Ehrenbürgerwürde verliehen aufgrund ihrer Verdienste um die Erhebung Penzbergs zur Stadt.
Seit 1945 wurde folgenden Personen die Ehrenbürgerwürde verliehen:
| Verliehen     | Name                   | Lebensdaten | Anmerkung                                         |
| ------------- | ---------------------- | ----------- | ------------------------------------------------- |
| 30. Juni 1972 | Prandl, Anton          | 1892–1972   | Gaststättenkaufmann, Bürgermeister                |
| 28. Nov. 1995 | Wessner, Kurt          | * 1930      | Ingenieur, Altbürgermeister                       |
| 28. Apr. 2005 | Badlehner, Michael     | 1899–1945   | Opfer des 28. April 1945                          |
| 28. Apr. 2005 | Belohlawek, Gottlieb   | 1897–1945   | Opfer des 28. April 1945                          |
| 28. Apr. 2005 | Biersack, Franz        | 1896–1945   | Opfer des 28. April 1945                          |
| 28. Apr. 2005 | Boos, Michael          | 1888–1945   | Opfer des 28. April 1945                          |
| 28. Apr. 2005 | Dreher, Johann         | 1895–1945   | Opfer des 28. April 1945                          |
| 28. Apr. 2005 | Fleissner, Agathe      | 1904–1945   | Opfer des 28. April 1945                          |
| 28. Apr. 2005 | Fleissner, Franz Xaver | 1900–1945   | Opfer des 28. April 1945                          |
| 28. Apr. 2005 | Grauvogl, Albert       | 1901–1945   | Opfer des 28. April 1945                          |
| 28. Apr. 2005 | Höck, Rupert           | 1891–1945   | Opfer des 28. April 1945                          |
| 28. Apr. 2005 | Kastl, Josef           | 1905–1945   | Opfer des 28. April 1945                          |
| 28. Apr. 2005 | März, Ludwig           | 1897–1945   | Opfer des 28. April 1945                          |
| 28. Apr. 2005 | Rummer, Hans           | 1880–1945   | Bergmann, Bürgermeister, Opfer des 28. April 1945 |
| 28. Apr. 2005 | Schwertl, Paul         | 1901–1945   | Opfer des 28. April 1945                          |
| 28. Apr. 2005 | Summerdinger, Johann   | 1899–1945   | Opfer des 28. April 1945                          |
| 28. Apr. 2005 | Zenk, Johann           | 1899–1945   | Opfer des 28. April 1945                          |
| 28. Apr. 2005 | Zenk, Therese          | 1900–1945   | Opfer des 28. April 1945                          |
| 22. Juli 2014 | Mummert, Hans          | * 1947      | Altbürgermeister                                  |

### Bekannte Penzberger
- Joseph Anton Carl (1725–1799), Chemieprofessor und Mediziner, geboren in Edenhof
- Wilhelm Vetter (1864–1943), Schreiner, Vorstandsmitglied und Mitbegründer des sozialdemokratischen Ortsvereins in Penzberg 1901[83]
- Michael Pfalzgraf (1867–1942), deutscher Gewerkschafter und Gründer der Penzberger Bergarbeitergewerkschaft 1898, ab 1918 Vorsitzender des Volksrates Penzberg
- Alois Stinglwagner (1887–1955), Bergwerksdirektor
- Jakob Kratzer (1892–1974), Jurist
- Josef Raab (1899–1971), Widerstandskämpfer, kommunistischer Politiker, Kommandant des Ernst-Thälmann-Bataillons im Spanischen Bürgerkrieg und Nachkriegsbürgermeister der Stadt Penzberg
- Karl Steinbauer (1906–1988), Vikar
- Ernst Vetter (1906–1990), SPD-Politiker, bayerischer Staatssekretär von 1954 bis 1957 im Kabinett Hoegner II
- Karl Wald (1916–2011), Fußballschiedsrichter und Erfinder des Elfmeterschießens
- Karl-Heinz Engelhard (1921–2007), Gründer des Rundschau-Verlags und Verleger des Gelben Blatts
- Max Kruse (1921–2015), Kinderbuchautor (Urmel aus dem Eis)
- Helmut Schlesinger (1924–2024), Bundesbankpräsident
- Hans Hörmann (1926–2011), SPD-Politiker und Bundestagsabgeordneter von 1961 bis 1972
- Jakob Deffner (1929–2020), Landesbezirksvorsitzender DGB Bayern, 1980 Empfänger der Bayerischen Staatsmedaille für besondere soziale Verdienste
- Ludwig Landerer (* 1937), Fußballspieler
- Egbert Greven (1941–2018), Graphiker, Karikaturist und Galerist
- Reinhard Heydenreuter (* 1942), Jurist und Historiker
- Klaus Wolfermann (1946–2024), deutscher Leichtathlet (Speerwerfer) und Olympiasieger in München 1972
- Bernhard Häfner (* 1943), Internist und Sanitätsoffizier
- Konrad Wothe (* 1952), Biologe, Tierfilmer und Tierfotograf
- Jochen Schümann (* 1954), Segler und Gewinner des America’s Cup mit dem Schweizer Team Alinghi 2003 in Neuseeland und 2007 in Spanien
- Norbert Reithofer (* 1956), ehemaliger Vorstandsvorsitzender und derzeitiger Aufsichtsratschef des Autobauers BMW
- Edeltraud Schubert (* 1957), Turnerin
- Andreas Dury (* 1961), Schriftsteller
- Tarek Assam (* 1962), Choreograph
- Ludwig Kögl (* 1966), Fußballspieler, unter anderem bei FC Bayern München und TSV 1860 München
- Wolfgang Sacher (* 1966), Stadtrat- und Kreistagsmitglied; Behindertenradsportler: 17-facher Deutscher Meister, Weltmeister, Sommer-Paralympics 2008 (Klasse LC 1): Gold (24,8-km-Zeitfahren), Silber (4000-m-Einer-Verfolgung), Bronze (1-km-Zeitfahren), Sommer-Paralympics 2012: 9., 10., 11. und 17. Platz, ausgezeichnet mit dem Silbernen Lorbeerblatt
- Benjamin Idriz (* 1972), Islamischer Prediger, Begründer und Vorsitzender des Münchener Forums für Islam e. V.
- Joseph Spindler (* 1974), Triathlet
- Max Baitinger (* 1982), Comiczeichner
- Thomas Richter (* 1983), Eishockeyspieler
- Matthias Sziedat (* 1986), Radiomoderator
- Nikolaus Pfannkuch (* 1989), Opernsänger, geboren und aufgewachsen in Penzberg
- Ulrich Taffertshofer (* 1992), Fußballspieler